# 晋朝
晉朝（266年2月4日—420年7月10日）是中國歷史的朝代之一，史分西晋与东晋时期。上承三国，下启南北朝，因晉朝皇室複姓司馬，所以又稱司马晋。晋朝又分為兩個時期，即西晉（265年－316年）与東晉（317年－420年），合称“两晋”，國祚154年。西晋为晋武帝司马炎所建立，首都為洛陽；东晋为晋元帝司马睿所建立，首都為建康（今江蘇省南京市）。兩晉的政治體制為世族政治，政治制度由漢代的三公、九卿制向隋唐的三省六部制过渡。
晉室先祖在三国時期為曹魏世族，司馬懿在高平陵之变後剷除曹氏皇親，自此司馬氏掌握曹魏實權形成霸府政治。265年，晉王司馬炎脅迫魏元帝曹奐禪讓帝位，改國號曰「晉」，定都洛陽，是為晉武帝，史稱西晋。280年，西晋滅孫吳而統一天下，但和平稳定的局面只维持了短短十几年。晉惠帝繼位後，朝廷漸亂，領有軍權的諸候王紛紛動亂，史稱八王之乱。晉朝元氣大傷後，塞外与內遷中原的外族蠻夷乘機舉兵，造成五胡亂華的局面，大量百姓與世族開始南渡。316年，西晉灭亡，北方從此進入五胡十六国時期。
317年，晋室皇族司马睿於建康称帝，定都建康（即今南京），是為晋元帝，史稱东晋，据有華南地區的领土。中原的世族及百姓陸續南遷，形成華北地區的侨民和南方土著共同聚居的局面。东晋初期，王導等人採取鎮之以靜策略，穩定局勢。東晉皇權衰落，朝廷大權主要由世族掌握，由於軍權外重內輕，朝廷控制力弱，不少藩镇心懷野心，先後发生了王敦之乱、蘇峻之亂及桓温專政。雖然部分士族当权者有恢复之心，前后发动几次北伐，但是朝廷擔心野心家藉此擴張勢力，大多消極支持。383年，前秦出動舉國之師，意圖滅亡東晉。面對亡國之禍，東晉君臣一心，憑藉淝水之戰奠定胜局。谢玄等将领乘胜追击，成功地收復大批失土，致使前秦崩解，引发了北方军事和政治格局的变化。然而，东晋後期又發生朋黨相爭及桓玄作乱。平民負擔沉重，又發生孫盧之亂。譙縱亦據蜀地自立。最後刘裕崛起，平定諸亂，凭借军事力量奪得帝位，建國號「宋」，是為宋武帝，史稱刘宋，中國從此進入南北朝時期。
经济方面，东晋莊園經濟的比例比西晉更大。由於農業技術提升等因素，在僑姓世族與吳姓世族密集開發下，江南獲得全面发展而繁榮興盛，中國的經濟重心也逐漸南移，後來才有大運河的出現。此外，手工業和商业方面也有長足進步。
晉朝雖為漢末以來中國文化中衰之時期，但在哲學、文學、藝術、史學、科技等等方面也有新的發展。漢代以前，政治主權完全在華夏，漢代以後，政治主權不全在華夏，邊疆民族帶來的一些文化也融于中原文化。時天下大亂，士族文人多不以道義為重，儒學中衰。曠達之士，目擊衰亂，不甘隱避，則托為放逸，遂開清談之風。晉室之興，世亂未已，向秀之徒，益尚玄风。玄学與印度東傳之佛教交汇，中國文化逐漸转变为儒釋道融合之状况。

## 国号
自甘露三年（258年）起，魏帝曹髦、曹奂都曾封司马昭为晋公，但司马昭一直辞而不受。直到司马昭发兵攻蜀汉后，曹奂以并州等十郡封其为“晋公”，司马昭才受封，这是国号的最早来源。灭蜀后进爵为晋王。后来其子司马炎继承他的爵位，265年魏帝曹奂禅让于司马炎，国号称“晋”。五胡乱华，晋室南渡，琅邪王司马睿在建业重建晋朝，因其建都在江東，史分为“西晋”和“东晋”。

## 西晉歷史

### 崛起與統一
晉朝皇族原属河内温县司馬氏，其先世在东汉時期常擔任顯職，如司马鈞任征西将军、司马防任京兆尹等。司马防的八个儿子司馬朗、司马懿、司馬孚等人皆有才氣，當時被稱为「八達」。曹魏時期，司馬懿以出色的政治及軍事才略成為魏國重臣，在抵禦诸葛亮北伐以及平定辽东公孙渊等事件中立下大功。239年魏明帝去世後，司馬懿與曹魏宗室曹爽受遺詔共同輔政，曹爽為防止司马懿專權而將他架空，招致司马氏集团的不满。
249年，司馬懿策动高平陵事變，重奪政權，司馬氏專政開始。司馬懿去世後，其子司馬師及司馬昭继续鞏固司馬氏的勢力。期間發生三次反抗司馬氏的戰爭，史稱壽春三叛，皆被平定，魏帝勢力大衰，魏帝曹髦甚至被司马昭手下杀害。司马兄弟始终据有高位，因为温县过去属于晋国，司马昭受封晋公，晋国始建。
263年，司馬昭為了建立軍功，为篡奪作準備，命鍾會、鄧艾率軍伐蜀，蜀漢大將軍姜維率主力部隊阻敵於劍閣。鄧艾於是取陰平小路直襲涪城，蜀將諸葛瞻戰死綿竹，魏軍進逼成都。蜀漢後主劉禪見大勢已去而投降，蜀漢滅亡，史稱魏滅蜀之戰。其後鍾會、姜維合謀叛變，被司馬昭迅速平定。司马昭立下大功，被进封為晉王，為代魏立國鋪路，但不久中風去世。其子司馬炎繼立為晉王，一年後，泰始元年十二月丙寅（266年2月8日），篡位，建立晉朝，定都洛陽，史稱西晋，司馬炎登基，是為晋武帝。

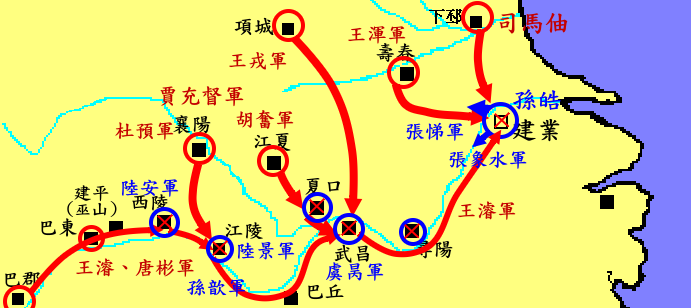
晉滅吳之戰形勢圖

孙吴在孙权去世后，朝局动荡，吳帝孫皓奢侈残暴日甚，民心不附。然而270年河西鮮卑領主禿髮樹機能入侵西晉西北，匈奴首领劉猛也隨之出關，司馬炎暫時不能南征，于是派羊祜鎮守襄陽與吳將陸抗對峙，又命王濬於益州大造船艦，為伐吳做準備。274年陸抗去世，次年羊祜提議伐吳，因賈充等人反對而作罷。279年，西北之亂平定，王濬、杜預上書司馬炎，認為伐吳时机已到，賈充、荀勗等以西北未定为由反對，最终司馬炎決定於該年12月進攻吳國，史稱晉滅吳之戰。司马炎以賈充為大都督，上游王濬、唐彬軍；中游杜預胡奮、王戎軍；下游王渾、司馬伷軍多路並進，於280年逼近建業，吳國丞相張悌戰死，孫皓在同年5月1日投降，孫吳滅亡，晋朝統一天下，三國時期結束。

### 內憂外患
曹魏時提倡唯才是舉，名節逐漸式微。西晉的政治風氣愈加敗壞。司馬氏執政後铲除異己，任用亲信，西晉開國功臣大半屬於無德無才的人物。曹魏時期被壓抑的世族在司馬懿及陳群羽翼下抬頭，當時出名的世族代表人物有琅琊王祥、荥陽鄭沖、陳國何曾、臨淮陳騫、潁川荀顗荀勗、河東衛瓘、河東裴秀、太原王渾、泰山羊祜、河內山濤、京兆杜預等。社會奢侈和貪污不斷，世族大多失去東漢的優良傳統，汲汲求利，士大夫幾乎都收賄聚財。晉武帝屢屢提倡節儉，但未以身作則，徒託空言。石崇為當時首富，在金谷園建立別館，與外戚王愷鬥富，晉武帝不加阻止反而幫助王愷。曹魏時期的清談，士大夫紛紛效倣，置身功名利祿之中，却又崇尚出世隱遁。

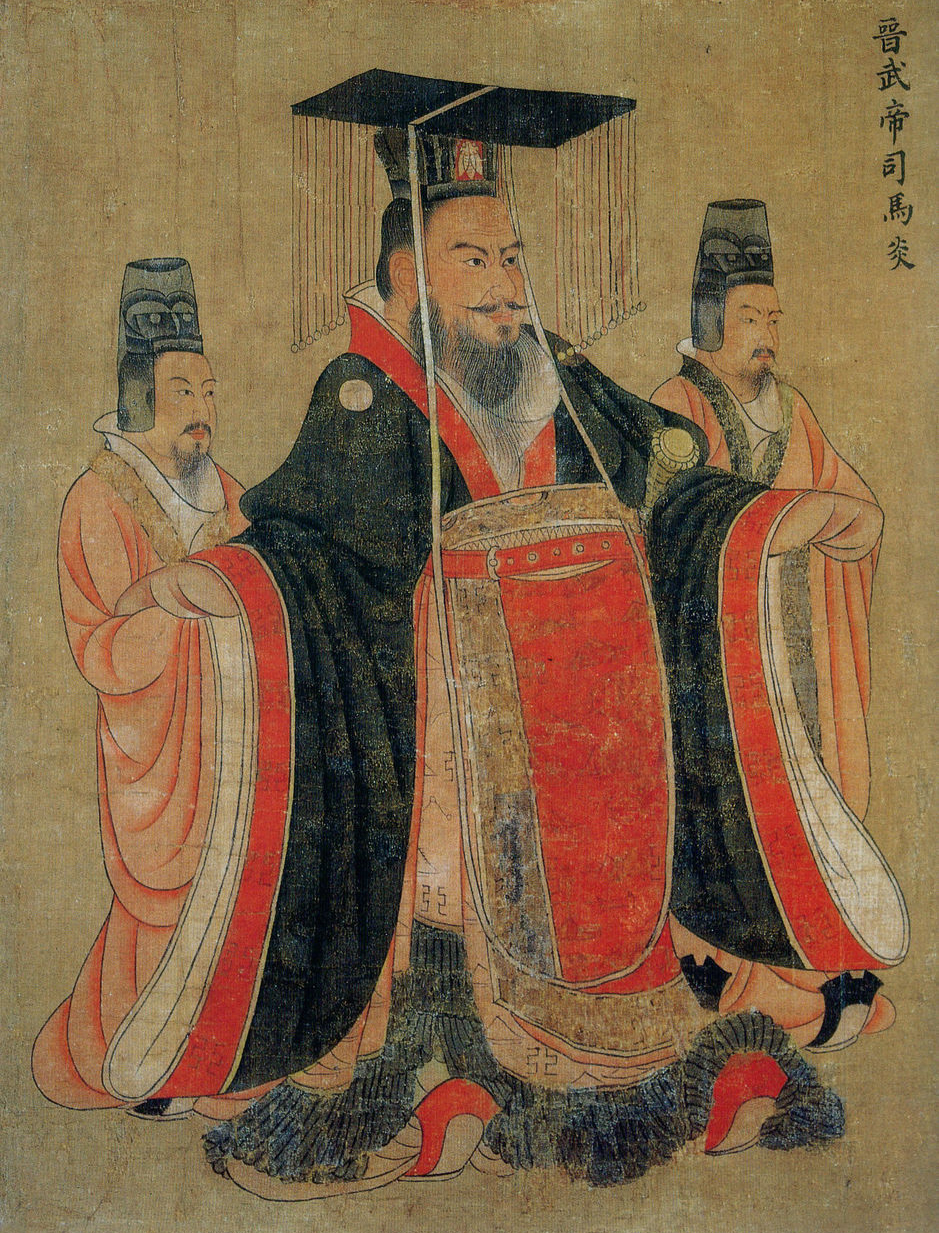
晉武帝司馬炎像

朝政方面，諸臣在「平吳」與「立嗣」議題上發生爭執，黨派形成。羊祜與張華支持伐吳，認為必克；司馬氏寵臣賈充、荀勗及馮紞反對，拖延數年。平吳後，賈充惭愧失計，嫉恨張華。在立嗣上諸臣爭執更劇，當時太子司馬衷昏庸低能，武帝之弟齊王司馬攸仁孝慧敏，大臣衛瓘、和嶠主張廢衷立攸，遭荀顗、荀勗及馮紞極力反對。晉武帝最終不能捨子立弟，遣司馬攸回其封國，司马攸憤怨而死。
軍事方面，西晉立國後，吸取曹魏灭亡的教训，分封諸王以为屏藩，并於277年遣諸王就國，诸王有权干涉军事。平吴后，武帝为示天下一统，裁撤各州、郡兵。分封諸王與去州郡兵，使宗室武力有凌駕中央的趨勢，是八王之乱的原因。另一方面，當時邊境的胡族遷入中原，對晉帝國呈現半包圍形勢。面对河西鮮卑禿髮樹機能與匈奴劉猛的內侵，郭欽建議用武力將內遷的外族強制遷出，武帝不听。胡漢摩擦狀況无法改善，周邊胡族窥视中原，在朝廷元氣大傷後趁机作乱，终于造成五胡亂華之祸。
晉武帝繼承先帝基業，本非雄略之才。他崇尚奢侈，亲近小人，十分好色，為了便於挑選宮女，竟於273年禁止全國婚姻；滅吳之後又將孫皓後宮的五千名宮女納入，使得當時後宮达到萬人規模。他在位时，未能解決政風腐敗、黨派亂起、宗室權力擴張與外族內遷問題，晚年更加昏聩；加之继承人无能，晋朝的动乱即由此开始。

### 賈后干政與八王之亂
| 八王稱號 |        |        |        |
| 王號     | 姓名   | 王號   | 姓名   |
| 汝南王   | 司马亮 | 楚王   | 司馬瑋 |
| 赵王     | 司马伦 | 齐王   | 司马冏 |
| 河间王   | 司马颙 | 成都王 | 司马颖 |
| 长沙王   | 司马乂 | 东海王 | 司马越 |

290年，晉武帝去世，晉惠帝繼位，外戚杨骏輔政。惠帝弱智，史載惠帝遊於華林園聞蛤蟆聲，謂左右曰：「此鳴者為官乎？私乎？」及天下慌亂，百姓餓死，朝臣向惠帝報告道百姓沒有飯吃，惠帝竟說：「何不食肉糜？」惠帝不擅政事，野心勃勃的皇后賈南風（武帝大臣賈充之女）趁機干政。當時楊駿擅權，與賈后對立，汝南王亮怕楊駿要害他，逃亡許昌。楊駿為了鞏固自身勢力，任命其親信掌管禁軍，此舉导致宗室諸王與部分大臣不滿。291年，賈后藉由楚王瑋除去楊駿及其勢力，任命汝南王亮與衛瓘掌政。不久賈后利用楚王瑋與汝南王亮不合，去除汝南王亮及衛瓘，再以偽詔殺楚王瑋，任命張華、裴頠及賈模等人掌政。所幸張華等人同心協力，盡忠職守，政局得以穩固。
294年匈奴郝散叛乱，不久平定。296年，其弟郝度元拥护齐万年，聯合西北馬蘭羌、盧水胡叛變，晉軍大敗，周處陣亡。299年齊萬年之亂平定。江統繼郭欽後，亦建議將胡族強制遷離，所著《徙戎論》提出更完整的主張，但晉室已無能為力。
由於太子司馬遹非賈后親生，賈后意圖廢除，300年污蔑太子谋反，太子被廢。趙王倫採亲信孫秀計，挑撥賈后殺掉太子。而後趙王倫聯合齊王冏以替太子報仇為由，發兵消灭賈后及其黨羽，趙王倫專政。301年，趙王倫自立為帝，改元建始，惠帝退位為太上皇。三月，齊王冏、河間王司馬顒、成都王穎三王聯合常山王乂（後改封長沙王）讨伐趙王倫。五月去除趙王倫及其黨羽，惠帝復位，齊王冏專政。302年成都王穎及河間王顒派軍討伐齊王冏，長沙王乂於京城洛陽響應。最後齊王冏及其黨羽被除，長沙王乂掌政，成都王穎於鄴遙控朝廷。
303年成都王穎為了去除駐守京城的長沙王乂，聯合河間王顒率軍攻擊洛陽，但屡次被長沙王乂擊敗。304年初洛陽城缺糧，東海王越勾結禁軍擒获長沙王乂，開城投降。長沙王乂被杀，惠帝被迫立成都王穎為皇太弟，河間王顒為太宰，東海王越為尚書令。成都王穎勝利後，班師返鄴，政治中心北移。而後東海王越集結各方兵力，挾惠帝討伐成都王穎，最後失敗，晉惠帝被俘，東海王越逃至其封國東海（今山東郯城北），河間王顒將領張方佔領洛陽。
不久東海王越的親弟并州刺史東瀛公司馬騰及幽州刺史王浚聯合異族烏桓、羯朱等勢力擊敗成都王穎。成都王穎挾晉惠帝逃至洛陽，投靠擁有關中及洛陽的河間王顒，最後被廢，河間王顒改立司馬熾為皇太弟。305年東海王越在山東再次起兵，西向進攻關中。306年東海王越攻入長安。河間王顒和成都王穎敗走，司马颖被杀。東海王越迎惠帝還洛陽，司马颙复夺长安。隨後晉惠帝被毒死，豫章王司馬熾繼位，是為晉懷帝，由東海王司馬越專政，司马颙在奉召入朝途中被杀。八王之亂至此結束。

### 五胡亂華

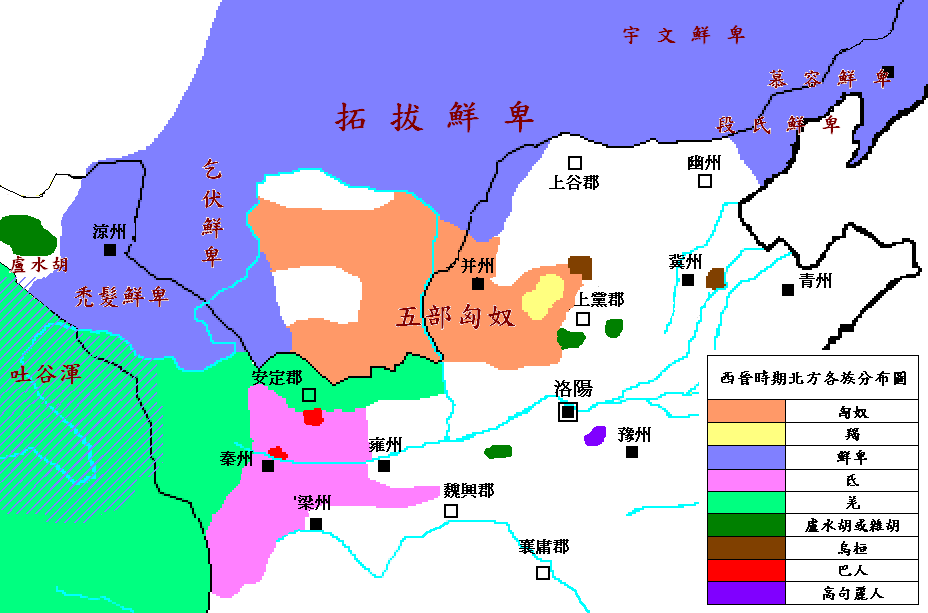
五胡亂華前北方外族分布圖，當時外族有匈奴、羯、鲜卑、氐、羌、盧水胡、烏桓、巴人及高句麗人

兩漢之時，華戎雜居。至魏武帝時，以羌胡實邊助國，羌胡反客為主，至晉益不可制，遂有五胡之亂。
八王之乱期間，司馬氏在地方上影響力頓減，地方勢力不斷膨脹，外族陸續叛變，成漢與前趙先後建立。氐族李雄在益州逐漸勢大，於304年稱王，兩年後稱帝，國號成，后改为汉，史稱成漢。304年司馬穎遭王浚圍攻，遣匈奴領袖劉淵回并州發兵支援，劉淵乘機宣布獨立。308年劉淵稱帝，國號漢，後稱前趙。李雄與劉淵的獨立，開啟「五胡十六國時期」。而後，各族陸續立國，晉室在八王之亂後面臨覆亡危機。
劉淵為了要擴充版圖，遣子劉聰掠奪洛陽，大將石勒及王彌掠奪關東各州。310年劉淵去世，劉聰殺新帝劉和自立為帝。同年，石勒經宛城、襄陽，掠奪江漢一帶，隔年北返。當時關東又有蝗災，洛陽缺糧，司馬越率朝中重臣及諸將東討石勒，棄懷帝於洛陽。311年晉懷帝與司馬越的矛盾爆發，怀帝密诏苟晞讨伐司馬越，隨後司馬越病逝，王衍率軍歸葬封國東海。當他東行至苦縣（今河南鹿邑縣）時，遭石勒襲擊，晉軍精銳受屠盡亡，眾位大臣在投降後被殺盡。此時洛陽空虛，劉聰、王彌及石勒合兵攻破，處死太子、殺害官員百姓三萬餘人，擄走晉懷帝，史稱「永嘉之禍」。313年晉懷帝被殺，晉愍帝於長安繼立帝位，劉聰派劉曜持續攻打。316年晉愍帝投降，最後受辱被殺，至此西晉灭亡。
西晉亡後，在北方尚有三個忠於晉朝的地區，即劉琨控制的并州北部、段匹磾控制的幽州、張寔控制的涼州。然而，劉琨先被石勒擊潰，投靠段匹磾。段匹磾則奉東晉密令將劉琨處死，之後自己也被石勒擊敗。而張寔去世之後，其弟張茂向前趙的劉曜稱臣。至此東晉在華北的勢力全部消滅。

## 東晉歷史

### 晉室南渡與內亂

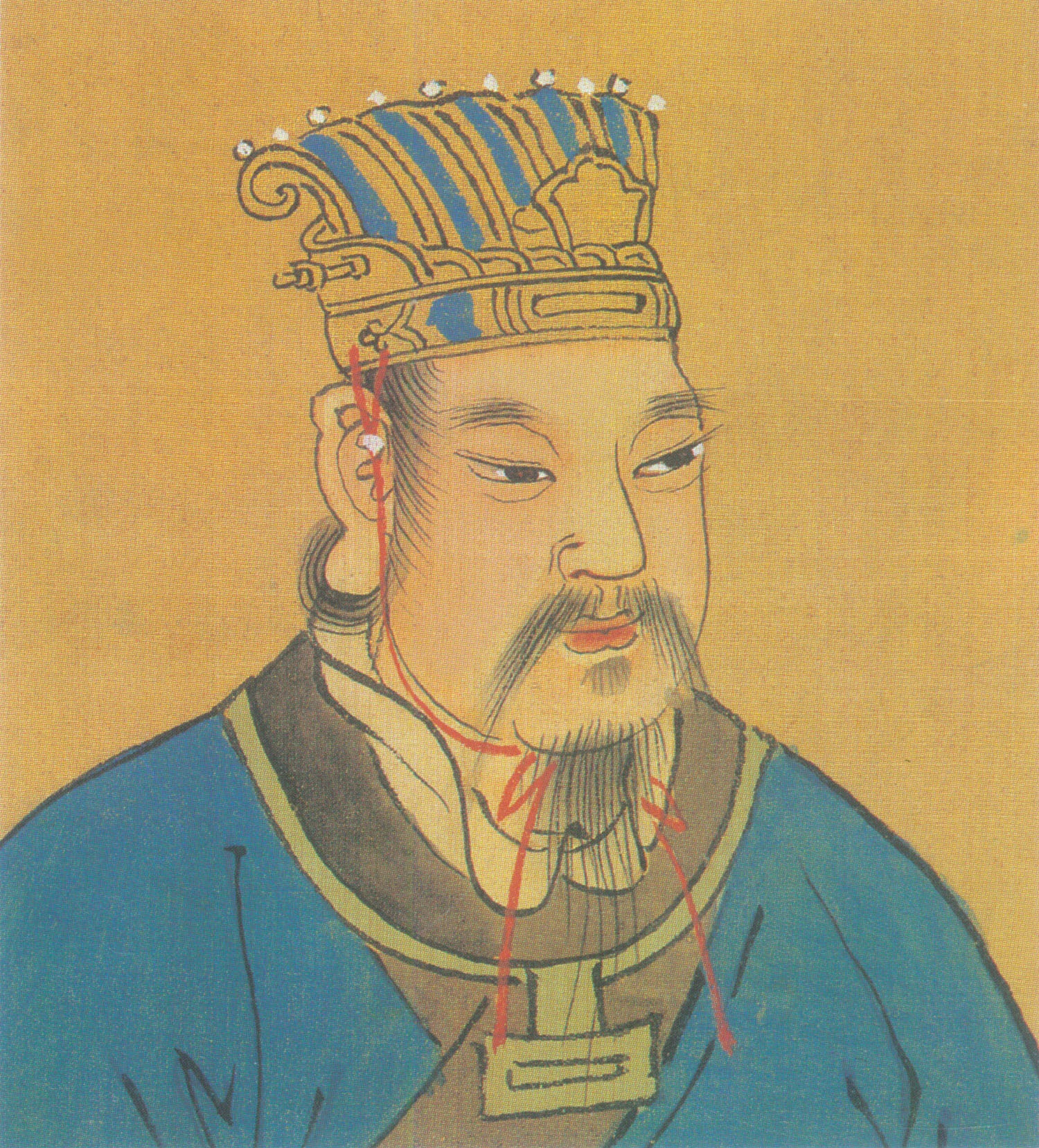
與王導建立東晉的晉元帝司馬睿

晉元帝司馬睿原屬於東海王越一黨，鎮下邳。當時江東少受中原戰亂影響且財富充裕，但是吳人並不得志於晉室，所以有意光復吳國。吳姓世族中，義興周氏及吳興沈氏最盛，並為江東二豪，吳郡朱、張、顧、陸四氏居次。八王之亂後，江南發生三次叛亂，由於起事者出身卑寒，未受世族支持。三次叛乱最后都由義興周氏的周玘所平定，史稱三定江南。
307年八王之亂後，司馬睿聽從王導建議遷鎮到建康。南遷後王導以「鎮之以靜，群情自安」的政策穩定政權，他藉由當地名士顧榮、賀循為引，進而獲得吳姓世族的擁護。而後大量宗室和北方世族衣冠南渡，在王導號召下共同支持司馬睿，江南諸州次第歸附，東晉得以偏安。
317年西晉滅亡後，司馬睿在建康重建晉廷，為晉元帝，史稱東晉。但是晉廷在穩定後大量引用僑姓世族（原北方世族），壓抑吳姓世族。周玘等吳姓世族不滿，有意叛變，但事洩未果，周玘憂鬱而死。其子周勰繼之，意圖叛變，但因其叔周札洩密而未果。而後晉室分化周、沈二氏，使其先後崩潰，並將親晉的朱、張、顧、陸四氏遞升。僑姓世族持續侵犯江南經濟，並打壓南方世族入仕朝廷，僑吳世族在政治及經濟上的衝突仍在延续。加上世族對寒族歧視、與朝廷分庭抗禮；中央與方鎮對立及野心家崛起，使得東晉一朝始終動盪不安。
北方外患威脅仍在，東晉朝廷賴世族及方鎮的支持穩定局勢，這使得不少實力派世族意圖叛變。當時晉元帝倚重琅琊王氏，任王導为丞相，让王敦專政軍事，時稱「王與馬，共天下」。王敦素來桀傲，有意控制朝廷，晉元帝為了抑制王氏權勢，用劉隗、刁協、戴淵等人牽制，並防禦京師。王敦萬份怨恨，於322年發兵，攻陷建康。刁協等人被殺，史稱王敦之亂。晉元帝備受恐懼，憂憤而死，太子紹繼位，是為晉明帝。當時王敦欲篡位，移鎮姑孰（今安徽當塗縣），但於324年病危。晉明帝下令討伐，平亂成功，由於王導未附逆，所以王氏仍受晉室重用。
325年晉明帝去世，太子銜繼立，是為晉成帝。由王導及外戚庾亮輔政。當時軍事重鎮分由陶侃鎮守荊襄地區及由蘇峻及祖約等鎮守淮南地區。陶侃懷疑自己因為庾亮的干預未能輔政，感到不滿。庾亮為了提防陶侃，派溫嶠鎮守武昌。蘇峻及祖約對庾亮鞏固中央的政策感到不滿，於327年反叛。次年蘇祖聯軍攻陷京師，脅持晉成帝，庾亮逃至尋陽（今江西九江市），史稱蘇峻之亂。此時陶侃觀望，經溫嶠力勸之下決定討伐蘇峻。而後蘇峻陣亡，329年陶溫聯軍收復京師，平亂成功。事後庾亮請罪，外調鎮蕪湖，朝廷由王導執政。334年陶侃去世，庾亮代之，仍遙控朝廷，與王導交惡。339年後，王導與庾亮先後去世，庾翼執政，掌握荊州軍權。

### 北伐與桓溫專政
東晉建立後，南遷的晉人莫不希望發動北伐，收復北方淪陷的家園。但世族安居江南，南方豐富的資產使得重返北方的意願不高。朝廷又擔心野心家藉此擴大勢力、赢得人心，達成篡位目的，所以对大規模北伐消极应对。
東晉初期，朝廷採取以攻為守的態度抵禦北方。317年祖逖意圖北伐，晉元帝只給予少量軍隊，命他相機進取。他招募流民建立軍隊，與當地塢堡合作，成功收復黃河以南領土，與石勒隔河相持。但由於東晉發生內亂，朝廷也擔心他威望太高，於321年派戴淵為總督節制，收復河北的計畫無疾而終，祖逖憂憤而死，失地得而復失。王敦因為祖逖去世而不再有顧慮，终于叛變。祖逖軍由其弟祖約率领，最後也隨蘇峻叛變。晉成帝時，庾亮、庾翼兄弟以荊州為中心，意圖發動北伐。但是因為朝廷抵制，此次北伐沒有實現。庾氏兄弟去世後，桓溫擔任荊州刺史。他嚮往劉琨、陶侃事蹟，以北伐為己任。
346年晉穆帝時，桓溫討伐成漢（成漢於338年為李壽篡位，改國號為漢），次年討滅，聲威大震，遭到世族忌妒，執政司馬昱引殷浩抗衡桓温。349年石虎死，晉廷派褚裒北伐，失敗。桓溫多次请求北伐，晉廷不許，派殷浩負責北伐。352年殷浩聯合羌將姚襄讨伐前秦，被苻健擊敗。次年殷浩再度北伐，為姚襄所襲。354年，晉廷无奈派桓溫掌握北伐大權。桓溫先後發動三次北伐，同年2月伐前秦，苻健採用堅壁清野戰術，打敗晉軍，桓溫缺糧撤退。356年，桓溫擊潰河南姚襄，收復洛陽，修謁皇陵。358年他建議遷都洛陽，遭到世族反對作罷。晉哀帝及晉廢帝时期，朝廷已經被桓溫控制。當時北方呈現前秦前燕兩強局勢，洛陽為前燕佔領。桓溫為了準備篡位，於369年討伐前燕。燕軍大敗，晉軍進駐枋頭（今河南浚縣附近），與燕將慕容垂對峙。最後晉軍缺糧而退，慕容垂率軍追殺，晉軍大敗。371年桓溫廢晉帝司馬奕為東海王，改立司馬昱，即簡文帝。隔年簡文帝去世，晉孝武帝繼位，桓溫索求「九錫」，有代晉之意。大臣謝安、王坦之尽力拖延，不久桓溫病死，東晉得以保存。

### 淝水危機

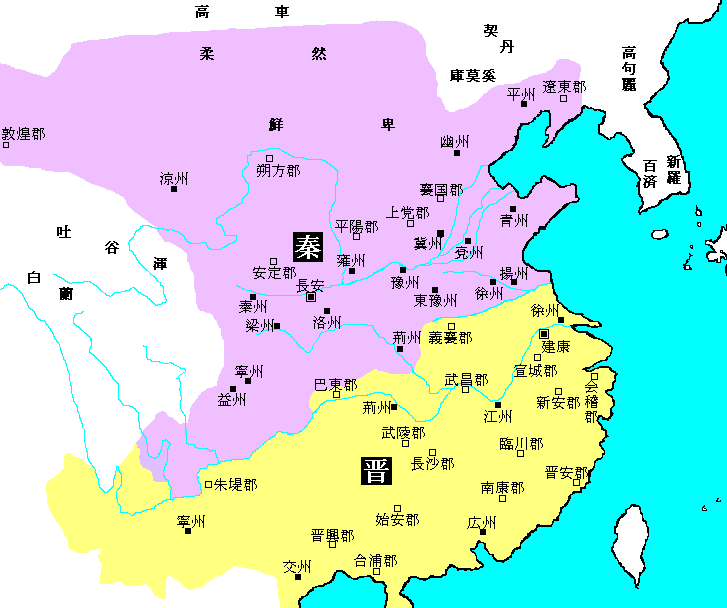
淝水之戰前夕，前秦東晉對峙圖

晉孝武帝時，謝安執政，桓沖為荊州刺史，防禦荊襄地區；謝玄鎮廣陵，與謝安防禦淮南地區。為了加強中央軍力，謝安任劉牢之為參謀，招募淮南江北百姓，成立北府軍。
370年，前燕被前秦消灭，前秦帝苻堅有意滅東晉統一天下。他於373年派兵攻下東晉梁益二州；378年派苻丕圍攻襄陽，隔年攻破，俘虜朱序；又派彭超圍攻彭城，被謝玄率北府兵擊敗。382年呂光平定西域，苻堅的目標指向東晉。隔年5月，桓沖率十萬軍意圖奪回襄陽，苻堅派苻睿、慕容垂等人防禦。8月，苻堅認為時機已到，率舉國之師南征東晉，兵分三路，聲勢浩大。他親率步兵六十萬抵達項城，派苻融為先鋒率二十七萬兵攻打壽陽，梁成等人屯洛澗以控制淮河。晉廷震驚，謝安力持鎮定，命謝石為前線大都督、謝玄為先鋒，與謝琰、桓伊等人率八萬北府兵北上救援。
383年10月，秦軍前鋒攻陷壽陽後，苻堅趕往指揮，派朱序向謝石諸将勸降。但朱序向晋将盡洩秦軍虛實，建議速戰速決。11月謝玄派劉牢之率五千精兵攻破洛澗，晉軍西行，與秦軍對峙淝水。12月，謝玄向苻堅建議後退決戰。諸秦將認為阻敵淝水畔比較安全，但苻堅認為半渡而擊可主動對決。秦軍後移時，晉軍渡水突擊，朱序於後軍大喊秦軍已敗。秦軍大亂，謝玄等人乘勝追擊，秦軍全面崩潰，苻融戰死，苻堅中箭，孤身北返，後由慕容垂護送。此役晉軍全面勝利，对于東晉意義非凡，史稱淝水之戰。
戰後，謝安都督諸州軍事，準備北伐支離破碎的前秦。384年，謝安命謝玄、桓石虔率軍北伐，謝玄等人自廣陵北上，攻克鄄城、廣固等地，並修建青州派（水利工程）以運送糧草。此役收復山東、河南一帶，將北部边界推至黃河以南。荊州軍也成功收復四川、襄陽一帶。謝玄繼續北上，前鋒劉牢之一度打到鄴城。但專政朝廷的司馬道子忌諱謝氏功高，朝議「以徵役既久，宜置戍而還」，令謝玄回鎮淮陰，北伐功敗垂成。

### 朋黨之亂與桓玄稱帝
司馬道子為晉孝武帝之弟，甚受信任。淝水之戰後謝安、謝玄被司馬道子排擠，朝廷逐漸混亂。北府軍後來由王恭等人統率。桓沖去世後，桓家由桓玄領導。390年晉孝武帝對司馬道子不滿，內以王珣、王雅入廷，外以王恭任兗州刺史、殷仲堪任荊州刺史；司馬道子也引王國寶及王緒抗衡，朋黨亂起。396年晉孝武帝被貴人張氏殺死，太子繼立，為晉安帝，安帝一般被評價為甚愚。398年王恭和庾楷上表彈劾王國寶並領兵討伐，殷仲堪遙援，吳姓世族也發民支持。司馬道子畏懼，只好殺王國寶、王緒求和。之後司馬道子聽從司馬尚之建議，任王愉江州刺史，作為外援。次年王恭聯合荊州刺史殷仲堪、廣州刺史桓玄再度舉兵。司馬道子命其子司馬元顯為都督，同王愉率軍抵禦。王愉被擊敗，聯軍攻至京師。司馬元顯收買劉牢之倒戈，王恭敗死。殷仲堪與桓玄得知後退至尋陽，由桓玄任盟主，最後雙方言和。朝廷為分化殷仲堪勢力，任桓玄為江州刺史、殷仲堪為荊州刺史、楊佺期為雍州刺史。399年桓玄殺殷楊二人，併其轄地。
司馬元顯擔憂北府軍不可靠，徵江東豪族佃民以建立新軍，稱為「樂屬」。這卻使「東土囂然」，引發民變，399年孫恩率眾攻陷會稽，史稱孫恩之亂。孫恩世奉五斗米道，五斗米道大受世族及平民信仰。400年孫恩擴張勢力，江東豪族及五斗米道紛紛響應，江東八郡完全淪陷。401年孫恩偱海路直襲丹徒，京師震撼。劉牢之派劉裕至海鹽擊敗孫恩，孫恩乘船而退，被劉裕再次擊敗。402年3月孫恩為臨海太守辛景所敗，投海而亡。餘眾由其妹夫盧循領導。
402年司馬元顯為了避免桓玄乘亂偷襲，搶先西征，任劉牢之為先鋒，司馬尚之為後部。桓玄也率軍東下，最後大破司馬尚之。劉牢之認為司馬元顯無用，倒戈引桓軍入建康。桓玄控制朝廷，誅殺異己，先後殺司馬元顯與道子，並奪取劉牢之兵權，誅戮部分北府將領，提拔北府將領劉裕。他最初有意革新朝廷，但最後豪奢縱欲，政令無常，漸失人心。403年桓玄篡位稱帝，建國桓楚。隔年劉裕同北府舊將何無忌、劉毅舉兵，收復建康，桓玄挾晉安帝西撤江陵。不久桓玄又率軍東下，被劉毅擊敗，在逃往蜀地途中被馮遷所殺。而後桓振、桓謙又挾晉安帝反抗，劉裕直到405年肅清桓氏勢力，得以迎晉安帝復位，掌控了朝廷。

### 劉裕篡晉

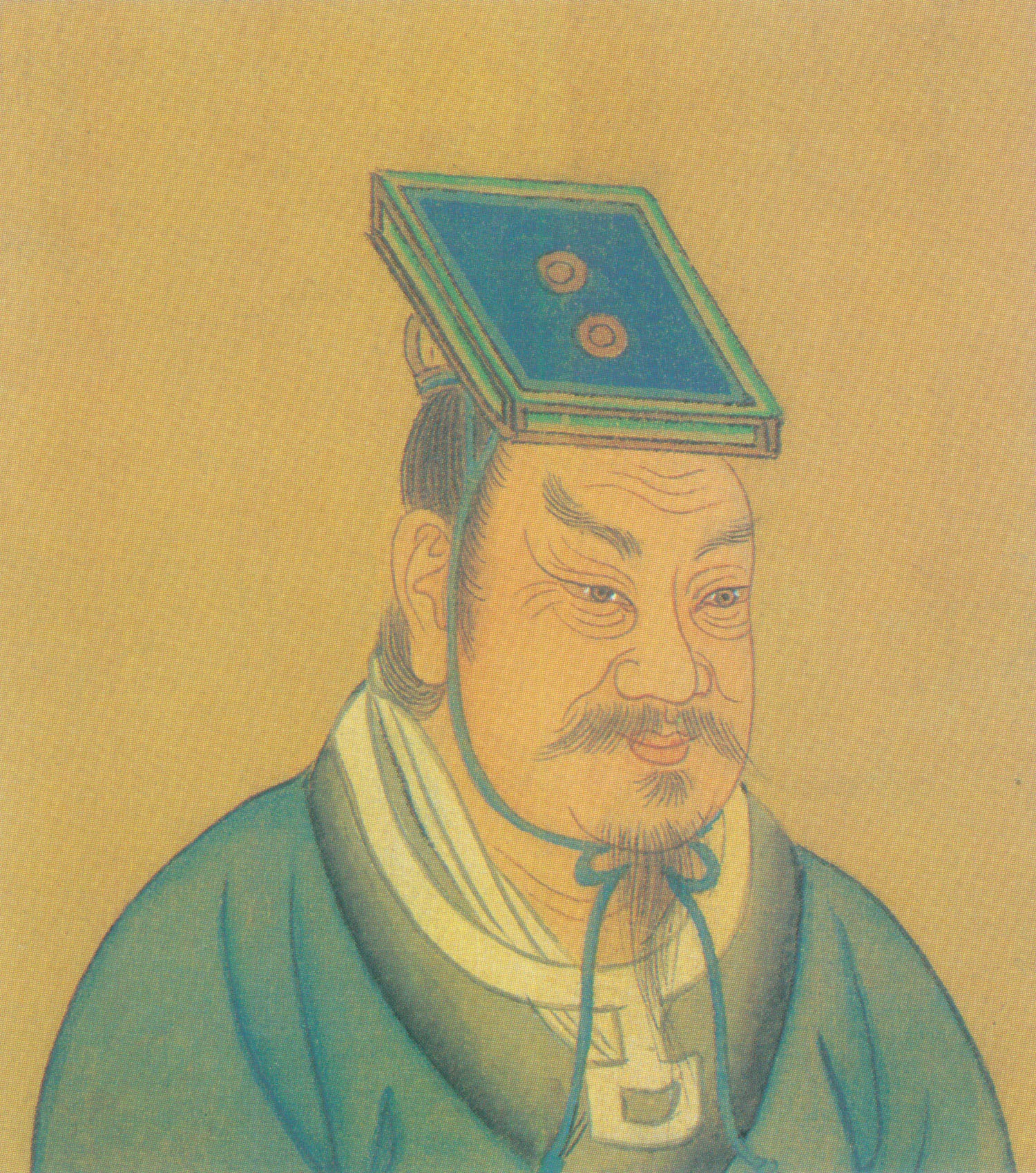
劉裕像

劉裕掌控朝廷後，荊州刺史劉毅忌妒，意圖舉兵。412年劉裕搶先討伐刘毅，劉毅兵敗自殺。405年，益州刺史毛璩率軍討伐江陵桓振，蜀軍不願遠征，推譙縱為首叛晉，譙蜀建立。蜀軍隨後攻陷成都，殺死毛璩，譙縱自號成都王。408年晉廷派劉敬宣率軍討伐但失敗。413年劉裕派西陵太守朱齡石率軍西伐，攻佔成都。譙縱敗退自殺，譙蜀亡。
盧循為孫恩繼承人，桓玄為安撫他任為永嘉太守，但他仍不斷襲擾沿海。404年盧循由海路攻佔廣州，隔年晉廷又任命他為廣州刺史。410年盧循趁劉裕北伐南燕之機，與其姐夫徐道覆分二路北伐，於桑洛州合力击潰劉毅（今江西九江市），乘勢攻入京師建康，史稱盧循之亂。此時劉裕回撤，盧循和徐道覆發生內訌，盧循久攻京師不破，撤守尋陽。10月徐道覆進攻江陵，為守將劉道規所敗。12月盧循被晉軍打败，退守廣州。411年劉裕派兵擊殺徐道覆。盧循最後於交州被交州刺史杜慧度殲滅，投水自殺，至此亂事平定。
劉裕消滅若干異己後，為了名正言順稱帝，先後發動兩次北伐。當時南燕慕容超屢屢入侵，409年劉裕率軍伐南燕，次年攻破南燕都城廣固（今山東青州市），擒殺慕容超，南燕亡。而後因盧循叛亂，劉裕回師。後秦屢遭胡夏帝赫連勃勃入侵，國勢大衰，幼主姚泓初立。416年12月劉裕再度北伐，連克許昌、洛陽。隔年劉裕兵分兩路圍攻關中，最後攻破長安，後秦亡。但該年冬天，留守京師的劉穆之突然去世，為免后方生變影响自己的篡晋计划，劉裕不得不返回京师。他命其幼子劉義真同王鎮惡、沈田子諸將防守長安，後來諸將内讧，胡夏帝赫連勃勃率軍攻擊。417年冬劉裕命劉義真等率軍東歸，遭夏軍追擊，元氣大傷，至此北伐結束。關中失守後，同年劉裕殺晉安帝，立其弟德文，為晉恭帝。420年劉裕廢晉恭帝自立，是為宋武帝，建國宋，史稱劉宋，東晉至此滅亡，進入「南北朝時期」。此時北方仍處於五胡十六國時期，直至440年北魏統一後方形成南北朝對峙格局。

## 疆域及行政區劃

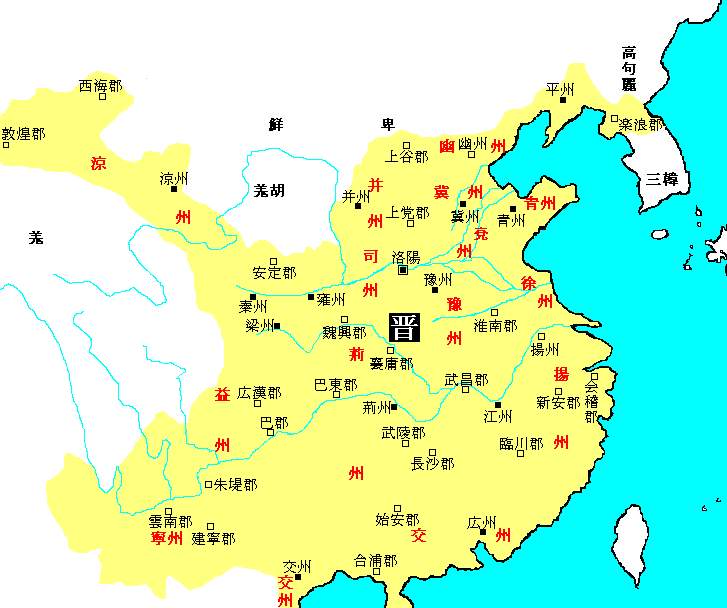
西晉初期疆域圖

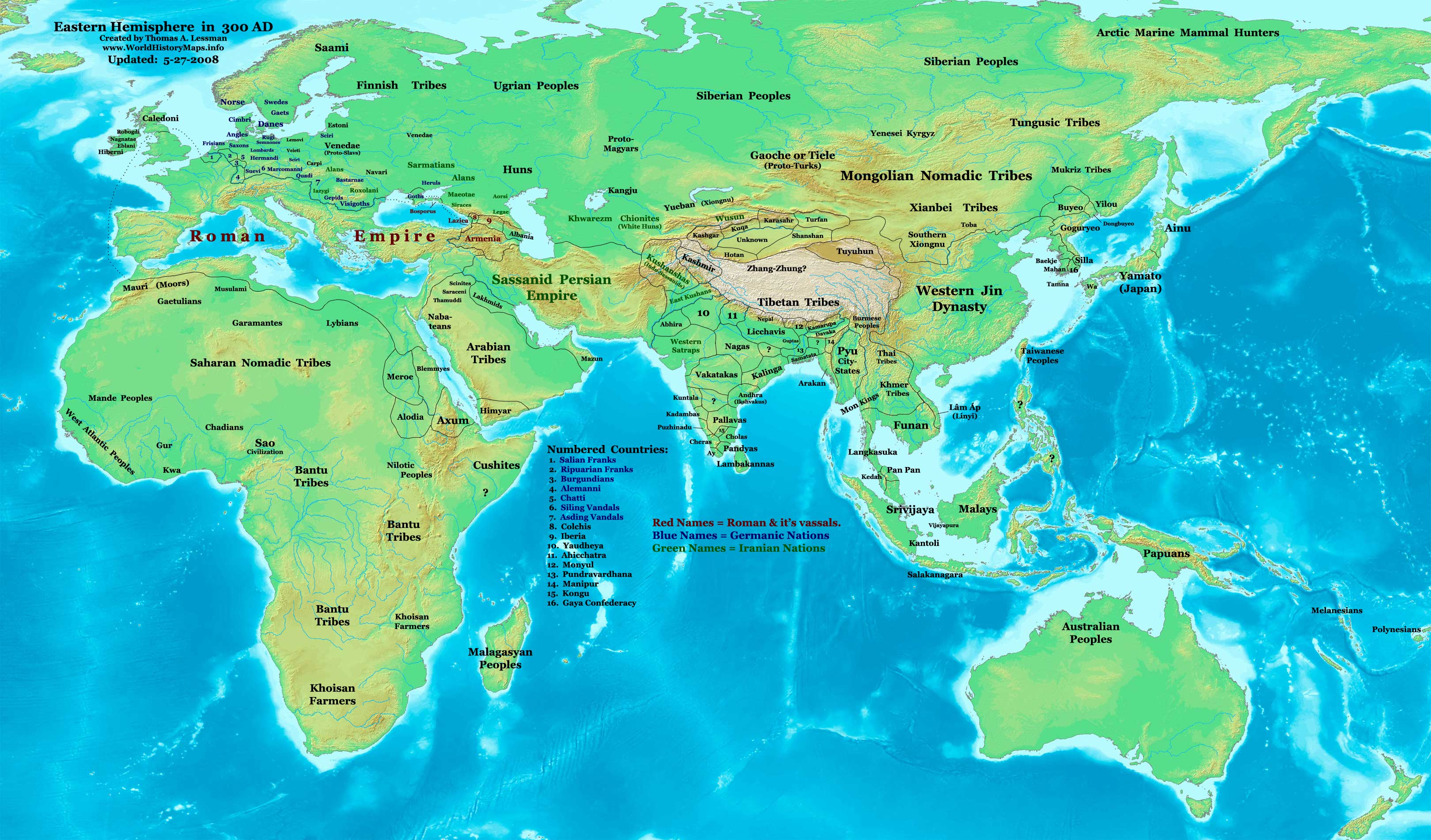
公元300年左右的歐亞三大帝國：羅馬帝國、薩珊波斯帝國、晉帝國

西晉承襲曹魏領土，統一後領有孫吳疆域。疆域北至山西、河北及遼東，與南匈奴、鮮卑及高句麗相鄰；東至海；南至交州（今越南北部）；西至甘肅、雲南，與河西鮮卑、羌及氐相鄰。
西晉政區制度承襲東漢末期的制度，為州郡縣三級制。於三國曹魏時期有司、豫、兗、青、徐、冀、幽、并、雍、涼、荊、揚十二州，滅蜀漢後分益州置梁州。265年西晉代曹魏後，分雍、涼、梁三州之地設秦州，後分益州地設寧州，後分幽州地設平州。280年滅孫吳後得荊、揚、交、廣四州，並將荊、揚兩州與原曹魏荊、揚兩州合併，共十九州。秦州、寧州曾經廢止，後來復置。291年分荊、揚州地設江州，307年分荊、江州地設湘州，至此共二十一州。州以下分郡、王國。晉武帝防止野心世族篡位，制定分封制，依人口多寡封國諸王，有大國、次國、小國三種類型（詳見晉朝藩王列表）。但諸王僅得租稅，王國如同郡縣。諸王的軍權，主要來自鎮守之地。郡、王國以下為縣。縣大者置令，小者置長。至於公國、侯國，其地位同縣。

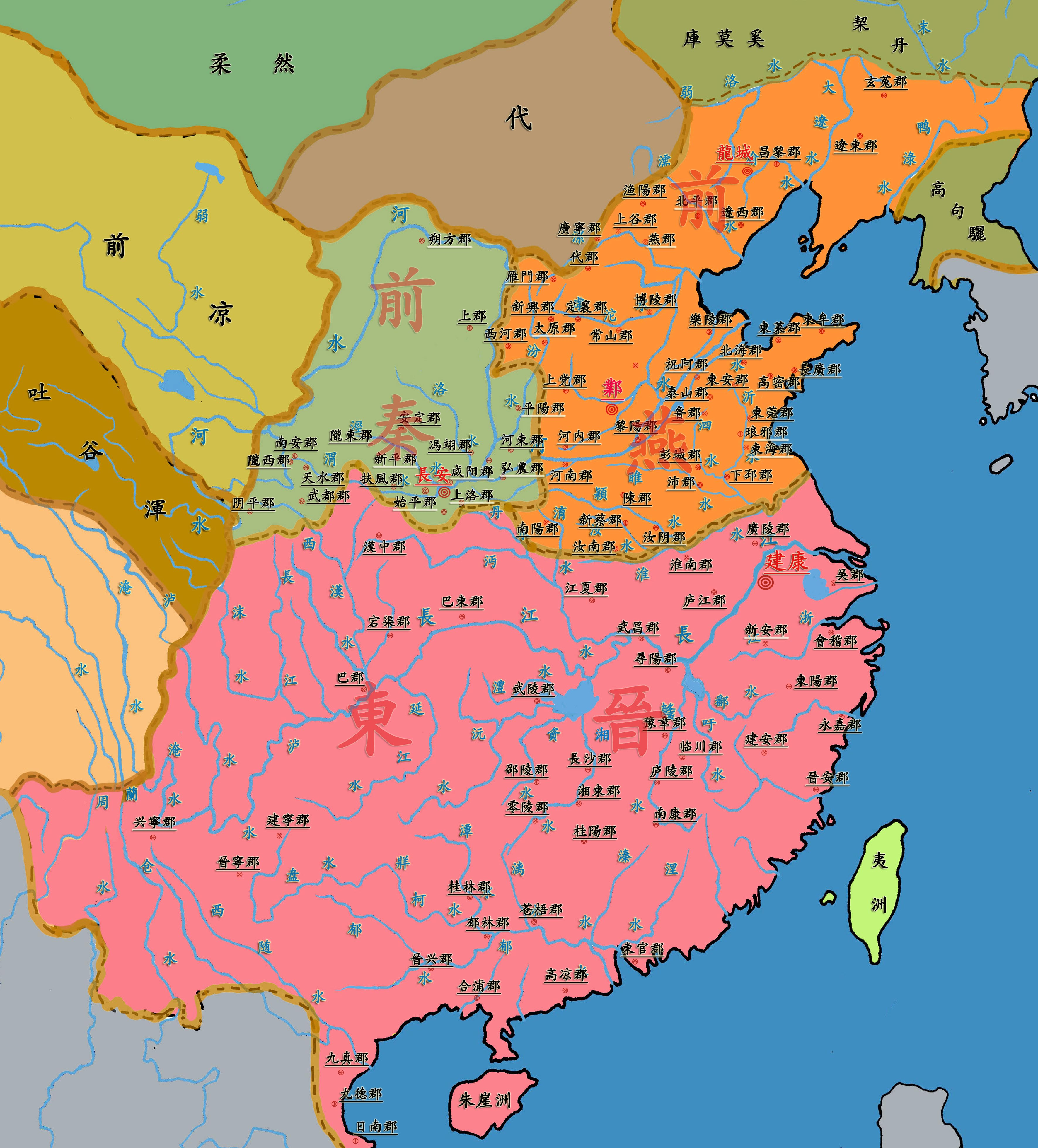
红色為东晋領土範圍（未包括数次北伐收复的土地）

東晉政區襲承西晉，也是實行州郡縣三級制。但是其州郡越分越多，轄區縮小。西晉末年，大量流民南渡。東晉朝廷為了安撫僑民及僑姓世族，以原籍州郡縣名寄治別處，而無實地，此即僑州郡縣。等到安定後實施土斷，使其州郡領有實地，戶籍和賦役與一般州郡縣相同。
東晉政區隨其疆域的變化而有增減。由於外族入侵與晉軍北伐，北疆時常變動；四川先後出現成漢、譙蜀等國；東南疆域大致固定。晉元帝時期，石勒入侵，北疆只剩淮南江陵一帶。成漢佔據四川，於347年被桓溫滅。桓溫發動三次北伐，一度收復山東及河南地區，後敗於前燕而止。前秦屢次入侵東晉領土，此時東晉僅剩揚、荊、江、廣、交、豫、徐、兗、益、寧七州，及兗、青、冀、司、幽、并、益等僑州，共十五州。383年淝水之戰，前秦慘敗。隔年謝玄北伐，成功收復黃河、秦嶺以南地區。之後東晉內亂，桓玄篡位，譙蜀獨立，疆域萎縮。劉裕崛起後攻滅譙蜀並發動兩次北伐，收復四川、山東、河南及關中地區。然而劉裕因故返京，將領內亂，夏人入侵，關中得而復失。此時東晉領有揚、北徐、豫、江、北青、司、荊、北雍、東益、寧、交、廣、北并、北冀、梁、徐、北兗等十七州，及幽、冀、東秦、青、并、兗、秦、雍等僑州，共二十五州。

## 政治體制

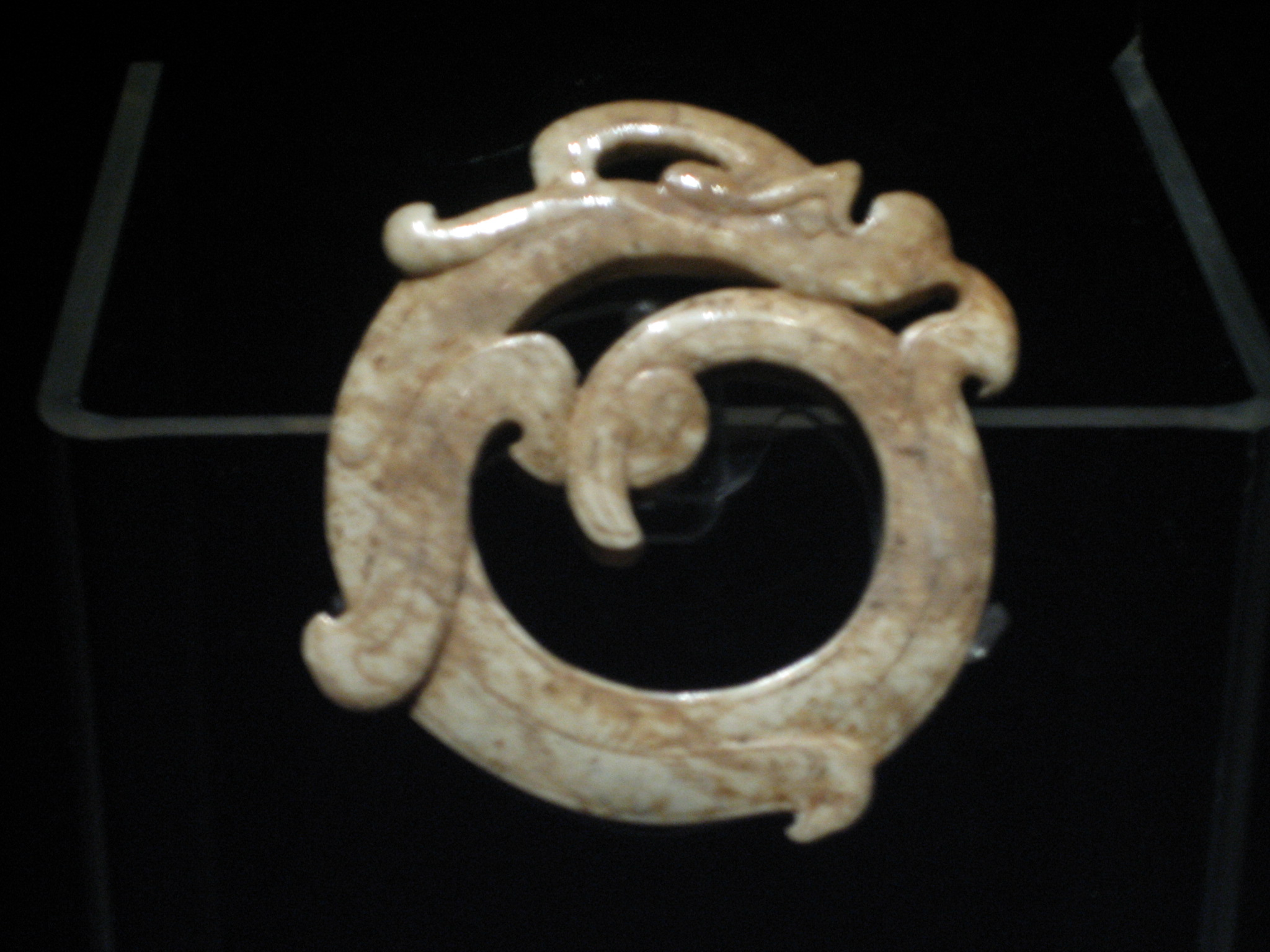
西晋蟠龙环

兩晉的政治體制為世族政治。世族（又稱士族、勢族、門閥）的形成始自漢魏，主要由地方豪強、經學世家或累世為官者組成。九品中正制的誕生不僅成為維護世族政治的主要工具，也構成其一部分。220年曹魏實施九品中正制作為拔選人才的制度，以取代因戰亂而崩潰的察舉制度。魏晉時擔任審查的中正一般為二品官，但二品官幾乎為世族，使得世族獲得拔選人才的權力。由於在拔選時往往重視家世而忽略才德，最後形成「上品無寒門、下品無世族」的局面。曹魏「九品官人法」起初依才能、德行與家世為標準，將士人評為九等後來演變成以家世為重。
五胡亂華後，隨晉室南遷的北方世族稱為為「僑姓」（如琅琊王氏、陳郡謝氏等），南方世族則稱為「吳姓」。東晉時，以僑姓世族為主世族政治發展到巔峰，幾乎獨占政治權力。至於吳姓世族，東晉朝廷對其採取排斥態度，吳姓世族也不願與其積極合作，久之雙方隔閡加深。然而，隨者江南的開發，寒族及吳姓世族也逐漸抬頭。
架構方面，朝廷的決策機關與行政機關也逐漸分立。尚書省、中書省及門下省依序獨立出來，由漢代的三公九卿制走向隋唐的三省六部制。西晉承襲曹魏，中書監職權甚重，名實方面俱稱為宰相。由於地處樞近，雖然官位在尚書令之下，但權力在其之上。同時門下也自中書分到部分權力，共同掌管決策，尚書則掌管行政。尚書的內部架構發展較為充分，在西晉即有省、曹、郎曹三級機構，「八座」之官。中書及門下直到東晉方擴張機構，中書省分局曹以協理奏章，門下至晉哀帝時建立門下省。後來皇帝為了提防權力漸盛的中書省，以門下省參與政治以牽制之。
兩晉的三公雖然無實權為榮譽職，但可為皇帝顧問，該職也用來安置權臣。當時一些權臣，大多以三公錄尚書事、加領中書及門下，或加領大將軍、持節都督中外諸軍事。至於監察制度，御史台成為完全獨立的部門，直接由皇帝控制。然而其主要功能為維護皇帝威嚴，並非掃蕩貪污。御史台架構完整，屬官分為監察司法的治書侍御史、維持朝殿威權的殿中侍御史和監督官吏是否瀆職的侍御史。
由於《魏律》內容繁雜，早在司馬昭執政時即命羊祜、杜預、裴楷等人參考《漢律》及《魏律》來修編新法律。267年完成新律，次年頒行全國，此即《晉律》。因為於泰始年間頒行，又稱《泰始律》。這是魏晉南北朝時期唯一在中國本土通行的法典。張斐、杜預各別又為《晉律》作注本《律解》（張著）及《律本》（杜著）。經晉武帝批准後，該注與律文具有同等法律效力，所以又與《晉律》統稱「張杜律」。這種以注輔文的立法方式影響後世，如唐代的《永徽律疏》。

## 軍事制度

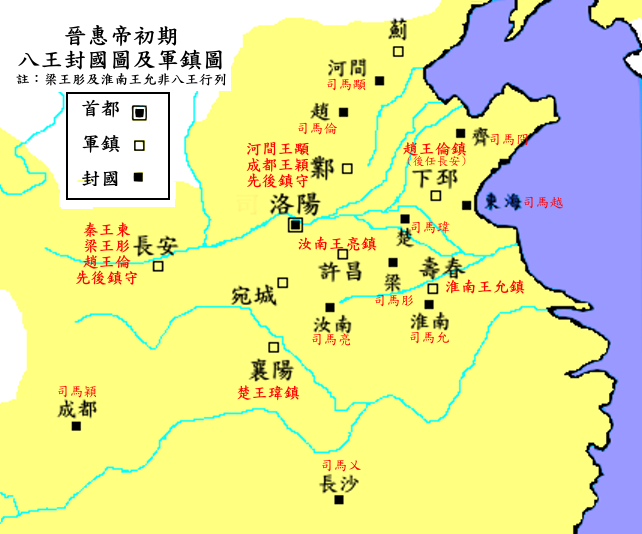
西晉軍鎮及八王封國分布圖

西晉的軍事制度沿襲曹魏，採用世兵制。晉武帝頒布去州郡兵及封國制，並任眾王都督諸州軍事。東晉兵制襲用世兵制，並以募兵制補充兵力。由於中央衰落，軍力外重內輕，地方方鎮較不受朝廷管轄。謝安為了鞏固中央，建立北府軍。
西晉軍隊分為中軍、外軍和州郡兵，中外軍全部兵員都來自軍戶。中軍直屬中央，編為軍、營，主要保衛京師，有事出征，兵力不下10萬人。駐防城內宮殿宿衛、宮門及京城宿衛為宿衛軍。駐防京郊，有事出征為牙門軍。中軍統帥為中軍將軍，後改為北軍中侯或中領軍。外軍為中央直轄的各州都督所統率的軍隊，都督一般由征、鎮、安、平等將軍或大將軍擔任。州郡兵是地方軍備，西晉滅孫吳後，為避免東漢末期諸州割據再度發生，裁撤州郡兵。並改置武吏，大郡100人、小郡50人，用以維持治安。但是實際上取消的州郡兵甚少。
晉武帝頒布封國制，諸王分封郡國，大國三軍5000人、次國二軍3000人、小國一軍1500人（詳見晉朝藩王列表）。並任一些王室都督諸州軍事，如汝南王亮督豫州、楚王瑋督荊州、河間王顒督關中。晉武帝任諸王都督諸州軍事是為了提升宗室力量避免權臣專政，但卻使得地方宗室掌握軍權，權力有逐漸凌駕中央的趨勢。西晉都督為持節使臣以督諸軍，持節都督分為三級，都督中外諸軍事為最高統帥，監諸軍次之，都督各州諸軍事居末，和將軍分統外軍。
東晉沿襲西晉軍事制度，但已有變化。因為皇權衰微，中軍往往有名無實，同駐京師的還有揚州都督所屬軍隊。外軍大多由世族的軍隊組成，統軍將領稱霸一方，其中荊州軍甚至超越中央。東晉多次北伐，確有助鞏固偏安之局，但如果方鎮具有野心，往往藉此篡位。關於兵源方面，因為戰亂軍戶大減，兵員改以募兵補充，或直接徵兵。其中由北方流民招募組成的北府兵，屢次擊敗強敵，在東晉後期等級如同中軍。

## 人口

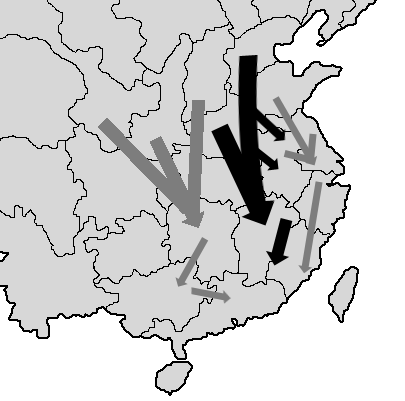
「衣冠南渡」，中原世族與人民南遷圖

西晉统一全国後人口仍未恢復到東漢水準，八王之亂及五胡亂華更使人口數急剧锐减。五胡亂華期間發生多次大屠殺，例如劉聰、劉曜、石勒及石虎在華北的屠殺。戰亂帶來的瘟疫及飢荒，也造成人民大量死亡，甚至發生「人相食，飢死者十五六」的慘事。除戰亂因素外，兩晉人口數也因為種種因素被隱瞞。政府賦稅繁重，使得百姓依附在大族或寺廟下逃避課稅；當時軍人及部曲、僧人、道士及奴婢是屬於別籍而不入戶；此外，因為戰亂使大量人口外移或是遷入後隱瞞戶籍。
由於北方戰亂不堪，大量人民逃至南方，形成一股人口大流動。滯留华北的漢人則依靠塢堡自衛。當時主要流亡潮有六次，296年晉惠帝時期關中發生齊萬年之亂，數萬人民由關中經過漢中，抵達蜀地，之後協助李特、李雄立國。另一股經漢水、宛至淮河，後為石勒吸收。巴蜀動亂後，人民逃至荊湘地區，因受土豪欺壓而叛亂，最後為王敦、陶侃平定。并州饑民向冀豫地區乞食，後由田甄率領，稱為「乞活賊」。涼州少受戰亂，眾多人民前往避難。由於保留大量漢人文物制度，形成「河西文化」。華北動亂時，眾多人民逃往遼東，由慕容皝設僑郡收留。後來這些僑民協助慕容皝建立前燕。
最後也是最大的一股是在永嘉之乱後由中原流向江南，史称「永嘉之乱、衣冠南渡」。於東晉時期共有五次，分別為司馬睿移鎮江東時期；祖逖、祖約北伐失敗南撤時期；後趙滅亡，桓溫北伐時期；淝水之戰後前秦崩潰時期及劉裕北伐失敗時期。南遷僑姓世族成為東晉朝廷與南朝的支柱。僑民渡江後主要分布在荊揚梁益四州，有些深入閩廣之地。僑民主要先安置在僑州郡縣，入白籍，可以減免賦役。由於僑州郡縣遷徙不定、僑民與當地人民混雜，戶籍難於管理，影響了政府賦稅收入。所以安定後實施「土斷」，將僑民就地入戶（黃籍）以裕財實兵，並使官吏喪失免稅特權。在東晉時共實施四次。當時人民為重要資產，戰爭時不論是侵略者或是被侵略者，往往強迫人民遷移，以防資敵，尤其在華北或江淮地區常常發生。
| 年代 | 戶數        | 口數           | 備註                                             |
| --- | ----------- | -------------- | ------------------------------------------------ |
| 晉武帝太康元年（280年） | 2,459,804戶 | 16,163,863人   | 出自《晋书·地理志上》                            |
| 晋武帝太康三年（282年） | 3,770,000户 | 约22,620,000人 | 此为晋朝户口最多时期                             |
| 前燕幽帝建熙十一年（370年） | 2,458,669户 | 9,987,935人    | 《十六国春秋》-前秦录                            |
| 南朝宋孝武帝大明八年（464年） | 906,874戶   | 4,685,501人    |                                                  |
| 北魏孝明帝正光元年（520年） | 5,000,000戶 | 30,000,000人   | 《文獻通考》說「此時戶口最盛，比晉太康倍而餘」。 |
| 註：本表數據源自。數據僅比較差異，實際上的戶口數會比較高。這是因為在魏晉南北朝時期，戶口數據受到部曲、軍戶或是戰亂等因素使得有隱瞞或不列入統計。 |             |                |                                                  |

## 經濟

### 農業

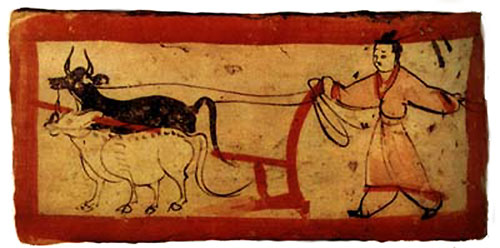
《耕犁圖》，魏晉墓磚畫

由於兵事將休，在晉武帝時期就廢除屯田制，將民屯田給予農民，實施占田制及蔭客制，並以課田法課稅。占田制及蔭客制使世族佔田有法可依，平民也擁有一定大小的土地，但世族大量併購土地的問題並未解決。雖然課田法使地租比曹魏時重一倍，但由於農民由賦稅更重的屯田農民構成，所以負擔比屯田制稍微減輕。由於被蔭庇的農民只需向蔭庇者交租即可，國家稅收得由其他編民齊戶承擔，這使更多的農民轉蔭至大地主名下。最後政府稅收短缺，世族獲得經濟特權。
東晉時期莊園經濟在社會經濟中所佔的比例比北方更大。早在孫吳時期，江南經濟日益開發。當時吳姓世族即擁有眾多的莊園。晉室南遷後，中原人口大量南遷，改善南方地廣人稀的問題。僑姓世族大量開發無主地，建立方圓數十里至數百里的莊園，有效將勞動力組織起來。由於世族壟斷土地，佔奪田園山澤，使得貧富差距極大。所以王導曾於晉成帝咸和五年（330年）實施度田收租，以改變西晉時將田租與戶調合一徵收；咸康二年（336年）頒布「壬辰詔書」，禁止佔山護澤。這些都意圖減輕百姓負擔。當時莊園除了有部曲、佃客外，還有門生及奴隸。中原人士帶來北方精耕細作的技術，推廣牛耕加快耕田速度。東晉南朝重視水利，代有修築。最後，南方的水田普遍開發，農作物品種增加、生產量提高（如嶺南地區一年可兩熟）。長久下來使中國的經濟中心南移。

### 手工業

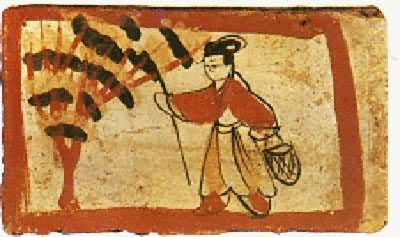
《採桑圖》魏晉墓磚畫

手工業主要由官府專營，設置少府及作部。冶煉業得到了發展，灌鋼技術的發明，把生鐵和熟鐵混雜在一起，工藝簡便，生產效率更高，鋼鐵的品質也更好。在熱處裡技術中發明了油淬，使鑄鐵可鍛化，最後鍛件成為主導地位。紡織業用麻織成的布，馬鈞改良紡織機，品種及品質皆提升。當時製紙業除麻紙外也利用籐做出「籐角紙」。紙張已經可作出雪白紙及五色花箋，到南朝完全替代竹簡和絹錦。製瓷業在製成技術也有長足的進步，並廣泛在南方地區擴散。例如浙江就形成越窯、甌窯、婺州窯及德清窯。製茶業方面，由於晉代士人習慣飲茶並提倡以茶代酒，使需求提高，種植區域進展到東南沿海。造船業歸官府管理，當時大船載重達萬斛以上。由於江南水路繁多，所以十分興盛。

### 商業
平吳之後，皇室與官僚逐漸普及參與經商，並將商業活動發展到交廣等邊遠地區。例如吳王司馬晏的部下從事「市買錢帛」的簿冊，對商業的參與有一定的規模。石崇任荊州刺史時，劫遠使商客，致富不貲。他生活奢侈，甚至與王愷競相爭豪。晉室南渡後，中原財富大多轉移至江南地區，商業仍然興盛，最大商業中心為建康、次為江陵。由於戰亂與銅量不足，鑄錢不足，幣值處於混亂狀態。貿易也有發展，南北互市和海外貿易主要由官府掌握，私人經營商業的很多，交易的大宗物品是糧食、布帛、魚、鹽等生活用品和一些奢侈品。廣州海上貿易發達，進口明珠、翡翠、犀象、香料，出口以絲綢為大宗。

## 文化
在晉代，邊疆民族进入中原，經過民族交流，邊疆民族帶來的一些文化也融于中原文化。中原漢人南下，促進了南方特別是江南的大發展。晉及南北朝時，族群大遷徙及文化交融造成南北文化分野，黃河流域由原來的中原而淪為北方，和以江南為重心的南方相對而稱。當時天下大亂，士族文人多不以道義為重，因而儒學中衰。曠達之士，目擊衰亂，不甘隱避，則托為放逸，遂開清談之風。晉室之興，世亂未已，向秀之徒，益尚玄鳳。玄學與印度東傳之佛教交會，中國文化逐漸形成儒釋道融合，道教及佛教也在該時期逐漸擴展到一般人民的生活。晉朝雖為自漢末以來中國文化中衰之時期，但在哲學、文學、藝術、史學、科學、技術等等方面也有新的發展，例如王羲之及王獻之的書法、顧愷之的繪畫。兩晉的社會問題主要圍繞在世族上，世族是構成社會的上流階層，深深影響該時期。當時官學不振，而世家大族學術興盛，尤其在南方，家學成為文化傳承、發展的最重要形式。

### 學術思想

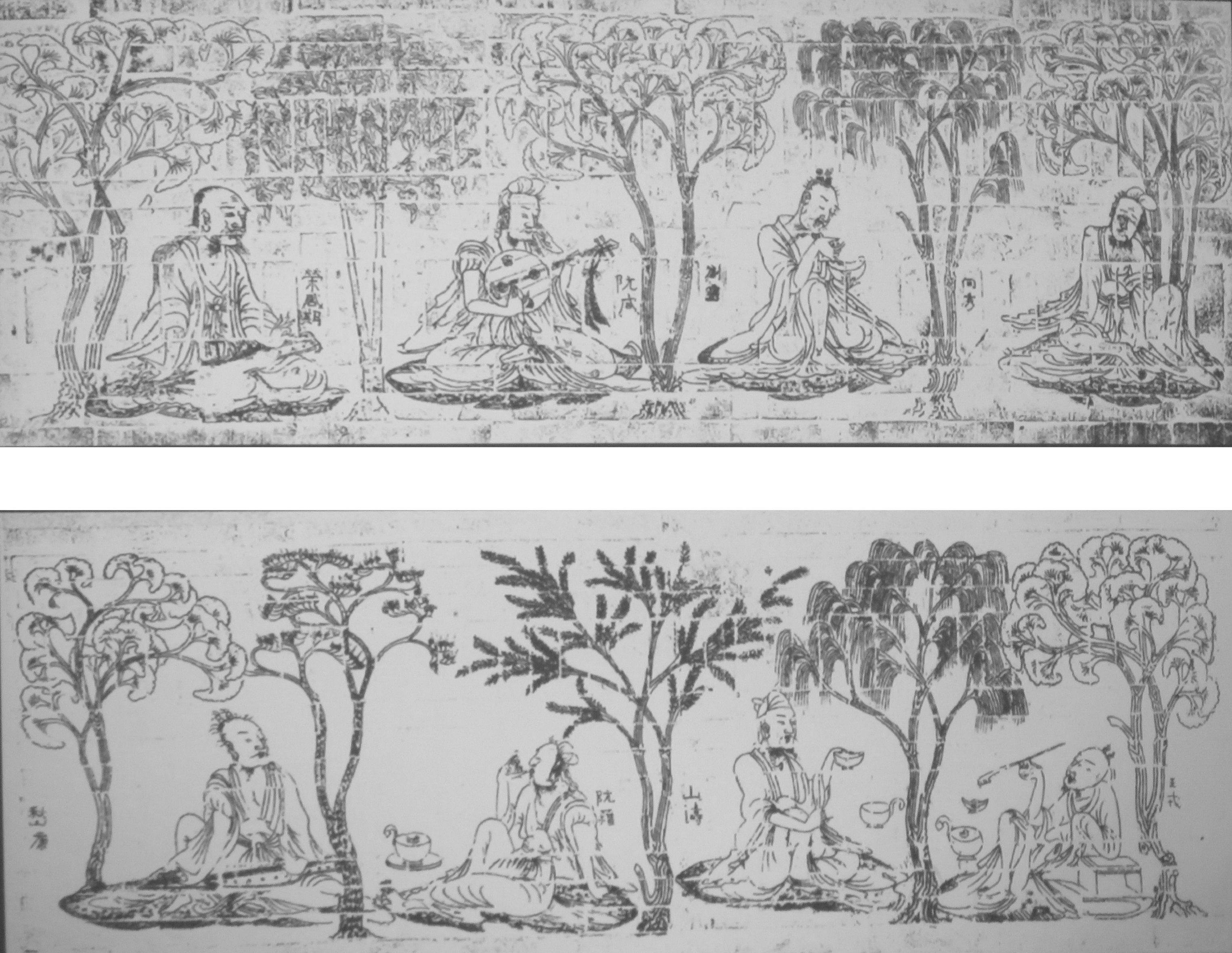
《竹林七賢與榮啟期》，南朝大墓磚畫。由上至下，左至右分別為春秋隱士榮啟期及竹林七賢阮咸、劉伶、向秀、嵇康、阮籍、山濤、王戎

晉朝的學術思想，已由經學轉為玄學為主。清談則於士大夫之間廣為流行。魏晉交替之際，司馬氏意圖奪取皇位，政治壓抑，社會動盪，時稱「魏晉之際天下多故，名士少有全者」，名節禮法流於虛偽或鄙視。此時世族苟且偷安，又心懷憂慮，遂以清談代替，拋開現實，專尚理辯。儒學發展到最後已破落瑣碎，著重考據而輕視義理，使得思想處於空窗期。玄學就在這些原因知下，於240年－249年間發展盛行。
玄學與道教並非同物，主要書籍為《老子》、《莊子》和《周易》，合稱三玄。思想核心為「無」，玄學家認為「萬物皆產生於無」。，但能主宰一切。玄學在政治上主張「無為而治」，並將儒家的「名教」與道家的「自然」結為一體，提倡「名教出於自然」。該論點認為天下尊卑、上下關係本來即有，不可否認。由於要求老百姓「順天知命」，受到當道者歡迎而大力提倡。
早在曹魏時期，何晏、王弼即提出「名教出於自然」說。魏末晋初的玄学代表人物為竹林七賢，思想各有輕重，但主要以嵇康及阮籍的思想為代表。他們崇尚「自然無為」的態度，主張「越名教而放自然」。揭露司馬氏集團虛偽的「名教」外衣，對所謂「名教」禮法唾棄之。但因「任自然」觀點過於極端發展，呈現出聲色犬馬的放蕩生活。到西晉後期，玄學代表為裴頠及郭象。裴頠對「任自然」提出修正，主張「崇有論」，以矯「虛誕之弊」。郭象進一步證明「名教」即是「自然」，玄學發展至此已臻終結。此時清談之風亦蔓延到政治舞台上，握有大權的達官顯要也大談玄理，呈現一批在世又欲出世的權貴(最有名的是王衍)。
東晉時期，放蕩的行為稍微收斂，但清談之風因為朝廷權貴提倡而盛行不衰。當時世族生活優裕，多喜於名山古剎、別墅湖畔優談玄理，成為社交活動。朝廷及世族忽略具體事務，終日暢談玄理，形成苟且頹廢的價值觀，導致東晉朝廷逸於偏安。由於佛教東傳，許詢、孫綽將佛學加入清談，與玄學互相激盪。若干僧侶也加入清談，傳達佛學，例如竺法護、道林等人。不過仍然有人反對清談，大多為寒族。如西晉裴頠、江惇、范寧，東晉應詹、陶侃、卞壺等人，范寧甚至著有「王何論」，嚴厲批評何晏、王弼二人。但清談仍歷久不衰，直到隋朝方衰，唐朝中期終止。

### 宗教

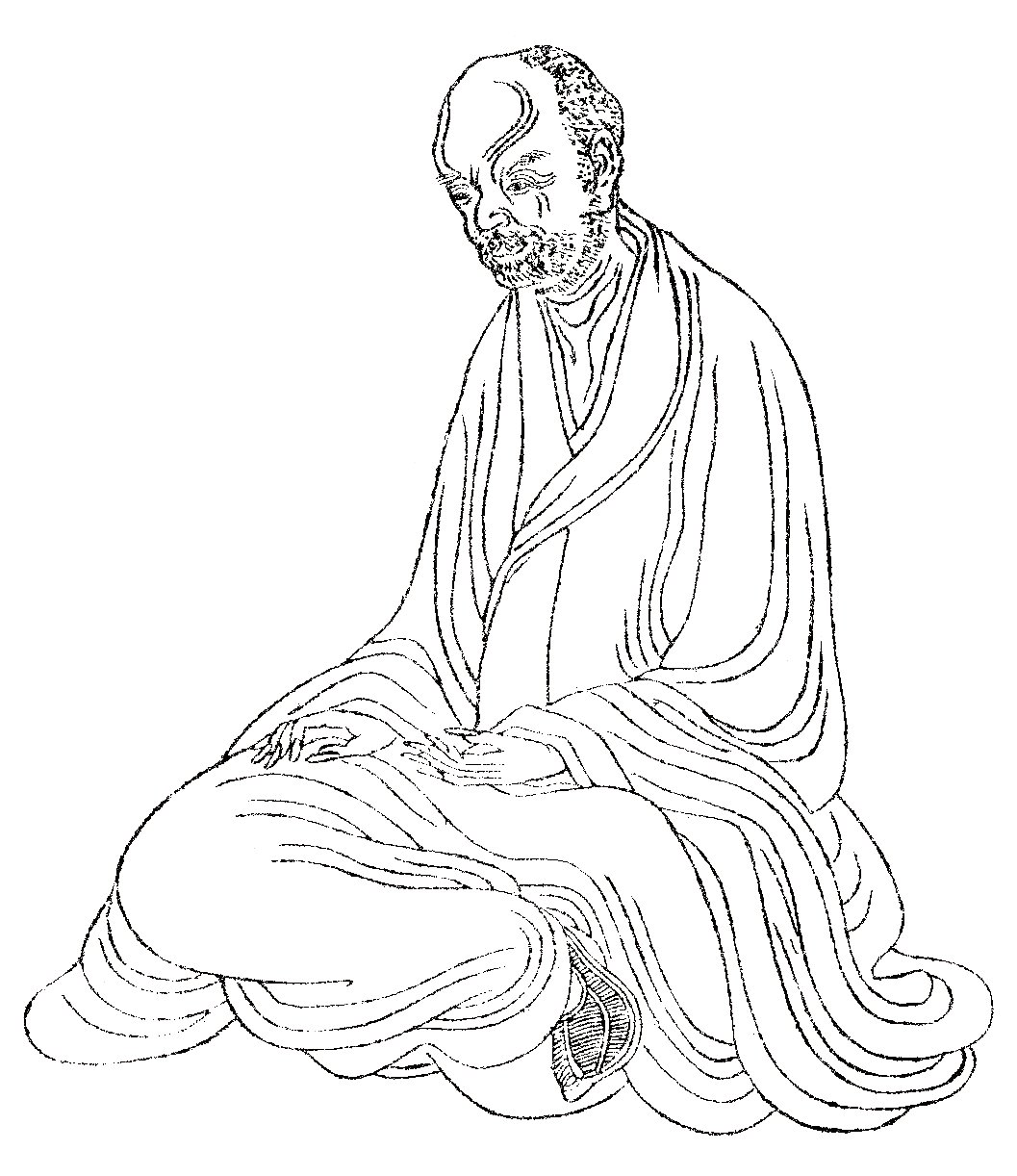
慧遠像，源自1921年出版的《晩笑堂竹荘畫傳》

兩晉時期，宗教以佛教、道教為主，但佛教的勢力較道教強盛。關於佛道衝突，江南道教附儒，玄佛合流，分成兩個集團，僅清談爭辯，未涉及政治權力，與北方不同。
佛教於東漢即傳入中國，當時儒教興盛，人民安定，所以少有發展。兩晉時期戰亂年年，豪族欺壓百姓。儒教衰落，思想空虛。以致人人厭苦、家家思亂、精神缺乏寄託。由於佛教所主張的「神不滅論」、「因果報應」及「六道輪迴」撫慰人心。佛教就藉由深邃的義理，逐漸在中國盛行。但對於佛學內容陸續仍有爭論。東晉後期，庾冰、桓玄與名僧慧遠為是否行跪禮發生爭論。後來南朝梁范縝還提出《神滅論》及《偶然論》，反駁佛理「神不滅論」與「因果報應」。
佛教在初期大致可分為道安的本無派、支憨度的心無派和支道林的即色派。當時東晉流行清談，於是僧侶就藉由清談將佛理傳播給士大夫，使佛教得以在南方傳播。其中以支道林最擅長談玄。南北佛教到後來形成不同學風，北方重行業，崇尚禪學、律學及淨土信仰。南方重義理、注重在涅槃佛性的探討。東晉晚期時，慧遠擅長儒學，力謀佛、玄、儒融合，促使佛教中國化，最後成為淨土宗的祖師之一。慧遠還提倡譯經，與北方名僧鳩摩羅什交流譯本。法顯是中國首位西行求法的僧侶，他於399年自長安出發，經西域抵北天竺、獅子國及中天竺。取得梵本戒律後，414年經海路返抵建康。他與數位名僧大量翻譯經文，並將旅途見聞寫成『佛國記』，成為研究西域及印度史地的重要作品。

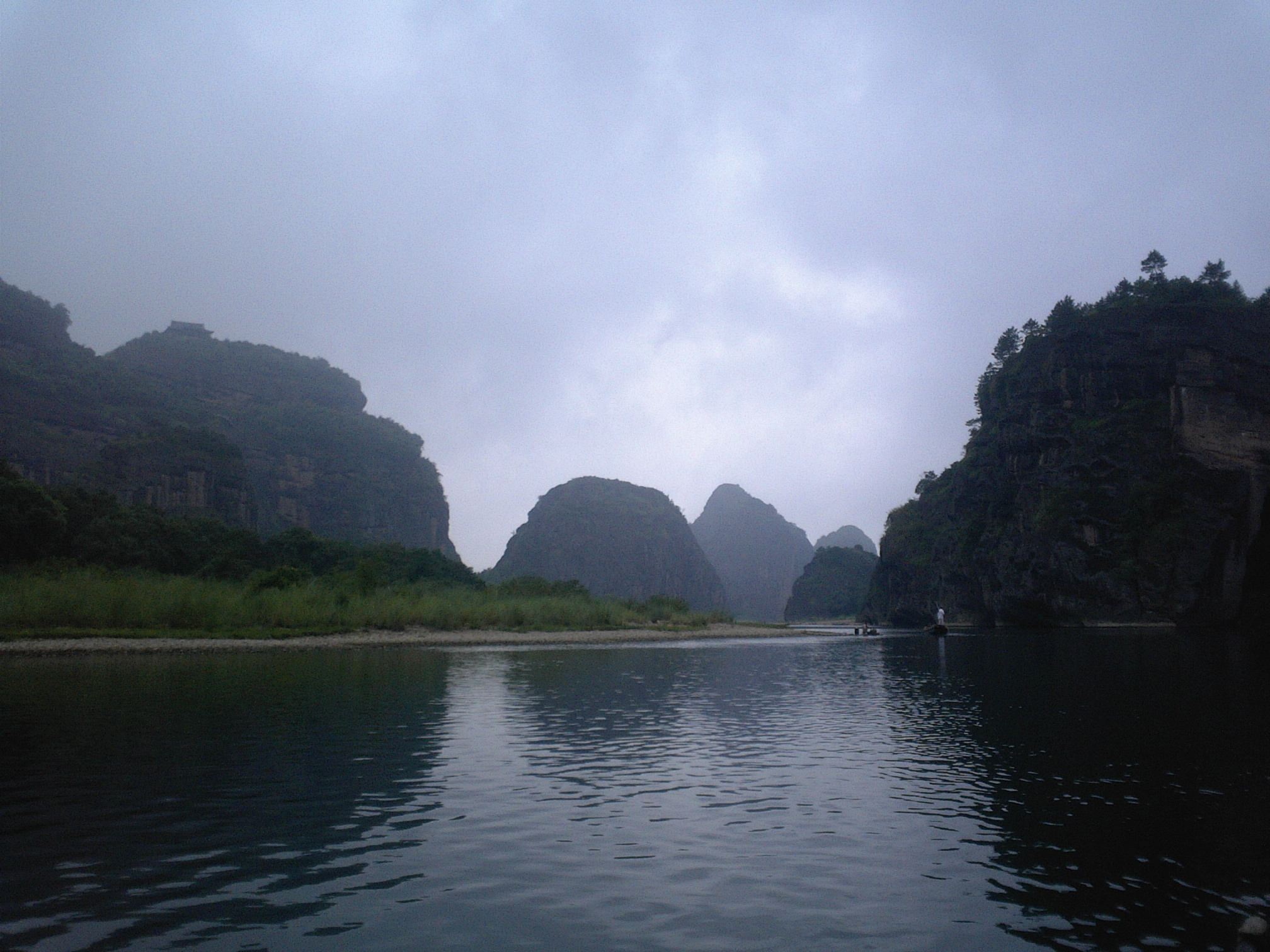
龍虎山，建有正一觀，為五斗米道的發祥地之一

早在三國西晉時期，就出現太平道及五斗米道。後來五斗米道發展成天師道，並分成利用符水治病的符水派；信奉金丹經、房中術的金丹派；主張「無為自然」，似道家的清靜派。
五胡亂華後，由於百姓遭受戰亂及豪族欺壓，紛紛信仰道教。民間信仰道教者大幅成長，以三吳內地及東南沿海居多。僑姓及吳姓世族也紛紛信仰，如王羲之即為五斗米道世家。後來孫恩、盧循號招五斗米道信徒叛亂，晉廷經數十年方鎮壓。
東晉初期，道教的架構、章法尚未形成，直到東晉中期發生改革，才形成組織化的宗教體制。當時北方道教注重功德及道規，南方則注重經法及義理。受到佛教散播的刺激，道教加速吸取儒玄思想，豐富本身理論。煉丹術盛行，深化相關理論。
東晉時，著名道士葛玄後裔葛洪，結合神仙學說與道術理論，並加入煉丹等理論，整合道教理論。他所著的《抱朴子》，外篇論時局與道德，內篇論道家學論和煉丹、養生之道。楊羲、許謐及許翽著《上清經》，最後發展成上清派，主張簡化修行力法，貶斥房中術，以存神為主。葛洪之孫葛巢甫著《靈寶經》，後來也發展成靈寶派。該派以符籙科教為主，受到上清派影響，也提倡簡化修行、「仙道貴生，無量度人」。道教對文學、藝術多有貢獻。例如描述神仙之遊的《遊仙詩》，歷代道教的神仙畫。道教的煉丹及養生術包含了化學、醫學、生物學等，對科技的發展具有貢獻。

### 文學

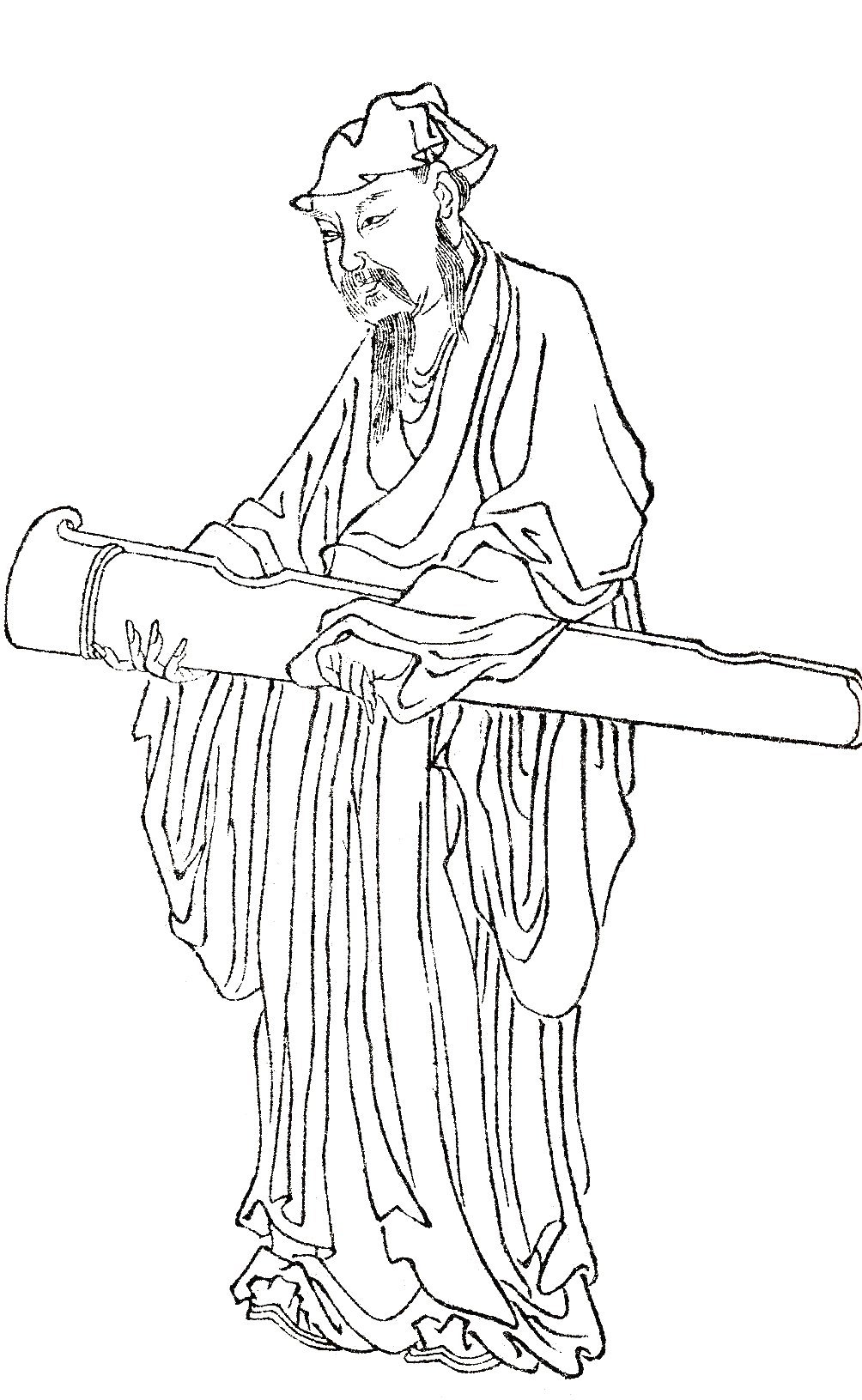
東晉田園詩人陶淵明像，源自1921年出版的《晩笑堂竹荘畫傳》

兩晉文學脫離經學的束縛而獨立，走向自由及多元化的發展。這是因為：魏晉的儒家精神衰微、才能重於德行，士大夫虛無荒誕；政治黑暗，士大夫備受壓抑；玄佛道盛行，譯經發達。在這些背景下，該時期作品的內容寫實，重視技巧。因受漢賦影響，出現了駢體文，字數上四下六字，講究辭藻華麗、雕琢字句、聲律藻飾，多用對偶、典故，主要文章有賦、論及簡牘，至南北朝時期達到極盛。駢文帶來聲韻研究，後由南朝梁的沈約定出四聲。小說方面，如張華《博物志》、干寶《搜神記》及葛洪的《神仙傳》。該時期的史書多為民間著作，或出現多個版本，例如陳壽的《三國志》及范曄的《後漢書》。
魏晉交替時期，稽阮文章甚佳，何晏之徒多為膚淺。嵇康擅長四言詩，亦著有《養生論》。他詩風清峻，反對政治黑暗，拒絕與司馬氏政權妥協，代表作有《與山濤絕交書》、《贈秀才入軍》、詩十九首與《幽憤詩》。阮籍以《首陽山賦》及《詠懷詩》表現出權勢害人及政治黑暗的厭惡。
西晉時期，社會繁榮豪奢，文學走向雕琢美化。此時期的作品大都清麗流暢，繁簡適中。著名的有左思的《三都賦》，描寫三國都城，內容雄渾閎博，完成後轟動京城。他的詩歌在藝術及風格十分高超，由於出身並非為有名世族而遭受排擠，在詩歌中顯現出憾恨。潘岳的《悼亡詩》內容細膩，情感寫實。陸機的《文賦》是一篇重要的文學理論，敘述思想與藝術主從關係。他的散文也廣為人知，但過於重視辭藻及對偶。西晉的詩受曹魏「建安體」的影響，但漸漸講究對偶及聲韻。有名詩人有張載、張協、張亢、陸機、陸雲、潘岳、潘尼、左思。
永嘉之禍後，出現如劉琨之詩中帶有亡國悲痛，堅忍不拔的特色，為兩晉少有的風格。東晉時期，簡牘之類文章，以王羲之的《與謝安書》，風格高超，聞名千里。其中《蘭亭集序》提及人生哀樂相隨的感嘆，頗能代表當時士大夫的價值觀。賦以玄言賦最多，多與清談內容有關，例如孫綽的《遊天台賦》、郭璞的《江賦》。郭璞尚注釋《爾雅》、《山海經》及《穆天子傳》等。他的《遊仙詩》更是魏晉遊仙文學的代表，詩風絕逸。該詩內容敘述脫離塵世的悠遊感，實際上是反寫對現實的不滿。東晉後期以陶淵明甚具特色，其擅長描述田園生活，風格清新樸實，提升古體詩內涵，表現出高遠純潔的情操。其作品《桃花源記》寓意追求一個可供逃避亂世的和諧世界，富有哲理。其詩歌、散文及辭賦廣泛影響後世名家如王維、李白、杜甫、蘇軾、辛棄疾、陸游等人。

### 藝術

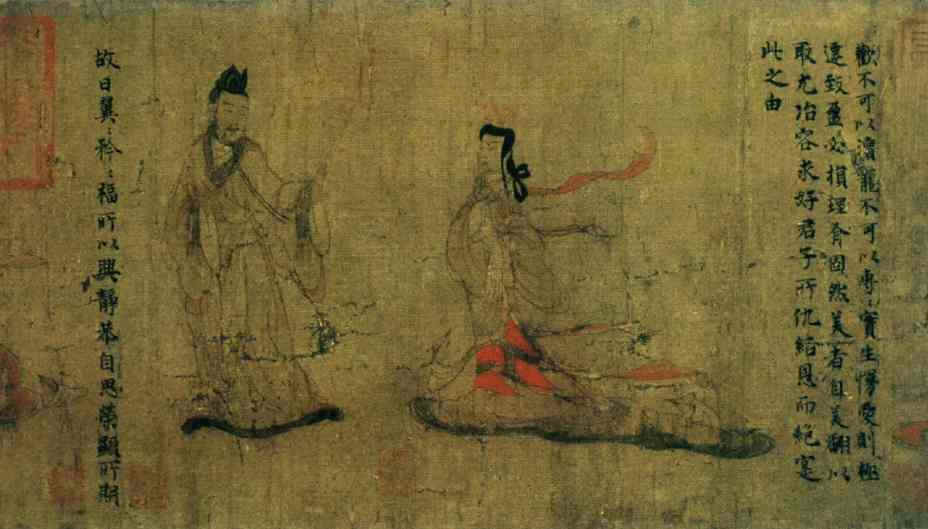
《女史箴圖》（局部）—東晉顧愷之

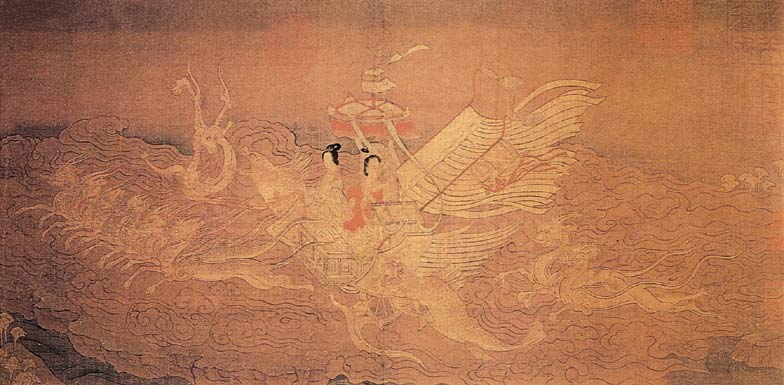
《洛神赋图》（宋人摹本），東晉顧愷之繪

由於兩晉世族生活優越，產生許多優秀的藝術家。清談帶來邏輯思辯的發展，以及老莊的自然觀，使藝術蓬勃發展。繪畫等藝術脫離儒教後走向自由探索，逐漸發展成純藝術。佛教的推廣，寺院及佛像大量出現，帶動藝術創作。佛經、佛門故事的傳入也拓展藝術的想像空間。
受九品中正制和玄學影響，人物品鑑風氣盛行，對人的外貌及言行舉止觀察入微。佛畫傳入印度藝術的表現手法，最後促使人物畫技法的成熟，並奠基藝術美學。當時人們欣賞有特色的人物，在繪畫上，要求生動表現人物的內在精神及氣質格調。這不同於重視外在形式的漢代風格，或是強烈表現人物的三國風格。此時人物繪畫或雕塑已能透過眼神手勢或「飄帶精神」來表達人物的內在美，以達到「形神具備」的境界。東晉顧愷之善繪仕女山水，務求傳神，史稱「畫聖」。他所繪的《女史箴圖》，強調人物在眼神的悟對與手勢的搭配。衣飾襟帶的飄舉，身上衣裳的鼓起，似有「氣」環繞全身，達到中國繪畫最高評價「氣韻生動」。傳為顧愷之所繪的《洛神賦圖》亦有相同水準。至於山水畫仍處於圖案階段，尚未生動，至南朝方有起色。

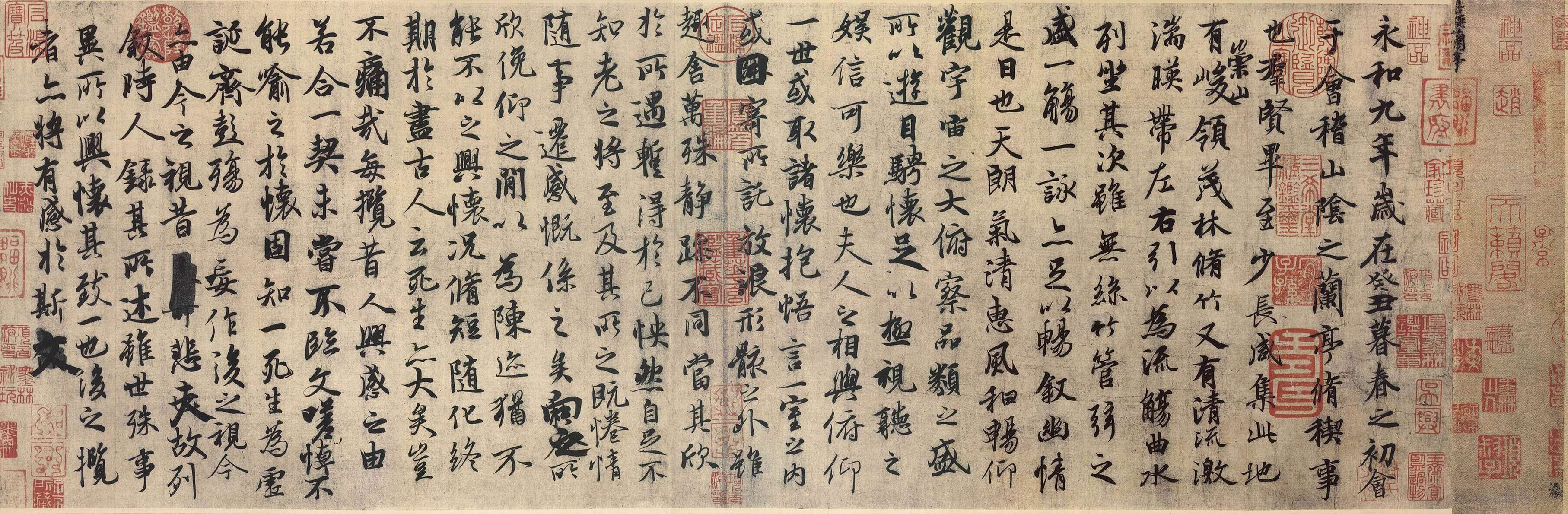
《蘭亭集序》—東晉王羲之

晉朝出現很多著名書法家及書法理論。書體由隸書走向多元化，各種書體相互發展。草書由章草發展成今草，行書由隸書遞變楷書之間逐漸成熟。章草帶有隸味，著名有西晉索靖的《月儀帖》。今草採楷書體勢、筆意發展而成，著名有東晉王羲之的《十七帖》、王獻之的《鴨頭丸帖》。介於楷草之間的行書，書寫簡易且流暢，著名有王羲之的《喪亂帖》、《蘭亭序》。有名的碑文有《爨寶子碑》。
在兩晉為極盛時期，特別是在南方，有些青瓷器造型特殊，例如水注，有蛙型及臥羊型兩種，體腔可儲液體。也有造型奇偉，例如神獸尊。而穀倉罐（又稱魂瓶）為三國兩晉特有的隨葬器物，源自漢代五聯罐，用來儲藏死者的糧食。其蓋上常有人物塑像及佛像，罐腹則貼塑人物、神獸、魚之類。這些造型反應當時的信仰和喪葬習俗，也具有時代特徵的藝術品。

### 科技
在整個魏晉南北朝期間，由於儒學一統的局面打破以及玄道佛的興起，使得學術研究朝向多元化。各國為了生存或戰爭，多少推行一些改革措施以確保某些地區農業與手工業的發展。這些都使得科學技術大幅提升。道家對中國科技史亦帶來貢獻，其外丹、內丹修煉包含多種科學。外丹包括了黃白，也就是煉金術。以爐鼎燒練鉛汞來提煉丹藥。丹藥有些有毒，但有些有功效。內丹則以人體為爐、人的精氣為材料、以神為運用來燒練成「聖胎」。它的修煉方法涵蓋養生學及氣功。

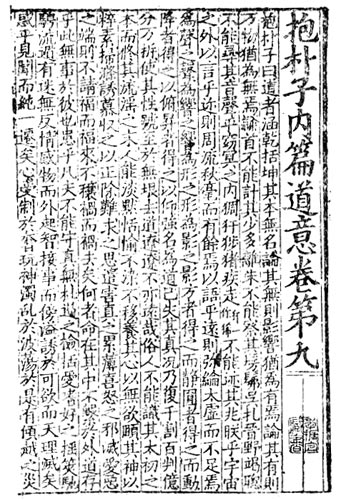
《抱朴子·內篇》
宋刻版

兩晉有名的科學家有地理學家裴秀、謝莊、歷史地理家杜預；天文學家虞聳、虞喜、醫學家王叔和、煉丹學及醫學家葛洪。西晉人裴秀任地官，為地圖學家。他收集史料，研究地圖，完成《禹貢地域圖》；科學的描繪出當時山脈水文的分布及行政區劃。他總結前人繪圖方法，提出製圖六體的方法：分率（比例大小）、準望（物體方位）、道里（道路距離）、高下、方邪及迂真（此三項代表地形起伏所帶來的誤差）。西晉人謝莊依各州地理制作木质地理模型《木方丈图》，可合併為全國地理模型。這成為中國最早製作的地理模型。喜愛春秋時期的西晉人杜預也繪製了《春秋盟会图》，紀錄該時期各诸侯国的都邑、盟會的分佈。
虞聳為三國末期至西晉人物，他自蓋天說與渾天說整理出《穹天論》。東晉人虞喜出身世家，博學好古。屢次受到皇帝邀請但不願做官，被晉成帝譽稱「守道清貞」。他於東晉咸和五年（330年）發現了歲差，計算出冬至太陽的位置每50年會向西移動一度。另外，他支持宣夜說，主張天高無窮，日月星辰按各自的規律運行，與渾天說與蓋天說不同。
西晉人王叔和奠定了脈學理論，他把脈象歸納為二十四種，著《脈經》十卷。他又整理醫學家張仲景的著作，重新編為《金匱玉函經》。當時著名的醫學家還有東晉人葛洪，他拜鮑玄為師，先後完成《抱朴子》（內外篇）、《金匱藥方》及《肘後備急方》。其中《抱朴子內篇》是中國史上重要的煉丹經典，於《金丹》、《仙藥》及《黃白》中包含許多化學、生物學及礦物學的知識。葛洪也將《金匱藥方》縮編為《肘後備急方》，類似今日的急救手冊，在當時十分實用。《肘後備急方》也是最早記載結核病、天花的書籍。

## 君主年表
| 西晉 265年－316年 |                     |          |                             | |
| 高祖 （武帝追尊） | 宣皇帝 （武帝追諡） | 司馬懿   |                             | |
| 世宗 （武帝追尊） | 景皇帝 （武帝追諡） | 司馬師   |                             | |
| 太祖 （武帝追尊） | 文皇帝 （武帝追諡） | 司馬昭   |                             | |
| 世祖              | 武皇帝              | 司馬炎   | 265年－290年                | 泰始 265年－274年 咸寧 275年－280年 太康 280年－289年 太熙 290年                                                                                                   |
|                   | 孝惠皇帝            | 司馬衷   | 290年－306年                | 永熙 290年－291年 永平 291年 元康 291年－299年 永康 300年－301年 永寧 301年－302年 太安 302年－303年 永安 304年 建武 304年 永安 304年 永興 304年－306年 光熙 306年 |
|                   |                     | 司馬倫   | 301年                       | 建始 301年 |
|                   | 孝懷皇帝            | 司馬熾   | 307年－313年                | 永嘉 307年－313年 |
|                   | 孝愍皇帝            | 司馬鄴   | 313年－316年                | 建興 313年－317年 |
| 東晉 317年－420年 |                     |          |                             | |
| 中宗              | 元皇帝              | 司馬睿   | 317年－323年                | 建武 317年 太興 318年－321年 永昌 322年－323年 |
| 肅祖（肅宗）      | 明皇帝              | 司馬紹   | 323年－325年                | 太寧 323年－326年 |
| 顯宗（顯祖）      | 成皇帝              | 司馬衍   | 325年－342年                | 咸和 326年－334年 咸康 335年－342年 |
|                   | 康皇帝              | 司馬岳   | 342年－344年                | 建元 343年－344年 |
| 孝宗              | 穆皇帝              | 司馬聃   | 344年－361年                | 永和 345年－356年 升平 357年－361年 |
|                   | 哀皇帝              | 司馬丕   | 361年－365年                | 隆和 362年－363年 興寧 363年－365年 |
|                   |                     | 司馬奕   | 365年－371年                | 太和 366年－371年 |
| 太宗              | 簡文皇帝            | 司馬昱   | 371年－372年                | 咸安 371年－372年 |
| 烈宗              | 孝武皇帝            | 司馬曜   | 372年－396年                | 寧康 373年－375年 太元 376年－396年 |
|                   | 安皇帝              | 司馬德宗 | 396年－403年注 404年－418年 | 隆安 397年－401年 大亨 402年 元興 402年－404年 義熙 405年－418年                                                                                                   |
|                   | 恭皇帝              | 司馬德文 | 418年－420年                | 元熙 419年－420年 |

- 注：東晉安帝元興二年（403年），控制東晉朝廷的楚王桓玄篡位，建國桓楚。晉安帝獻上國璽，禪位於桓玄。

| 庙号              | 谥号                | 姓名 | 统治时间     | 年号              |
| ----------------- | ------------------- | ---- | ------------ | ----------------- |
| 太祖 （桓玄追封） | 宣武帝 （桓玄追封） | 桓溫 |              |                   |
|                   | 武悼皇帝            | 桓玄 | 403年－404年 | 永始 403年－404年 |